# Miltenberg
Miltenberg ist die Kreisstadt des gleichnamigen Landkreises im Regierungsbezirk Unterfranken; es gehört seit 1816 zu Bayern.

## Geografie

### Geografische Lage

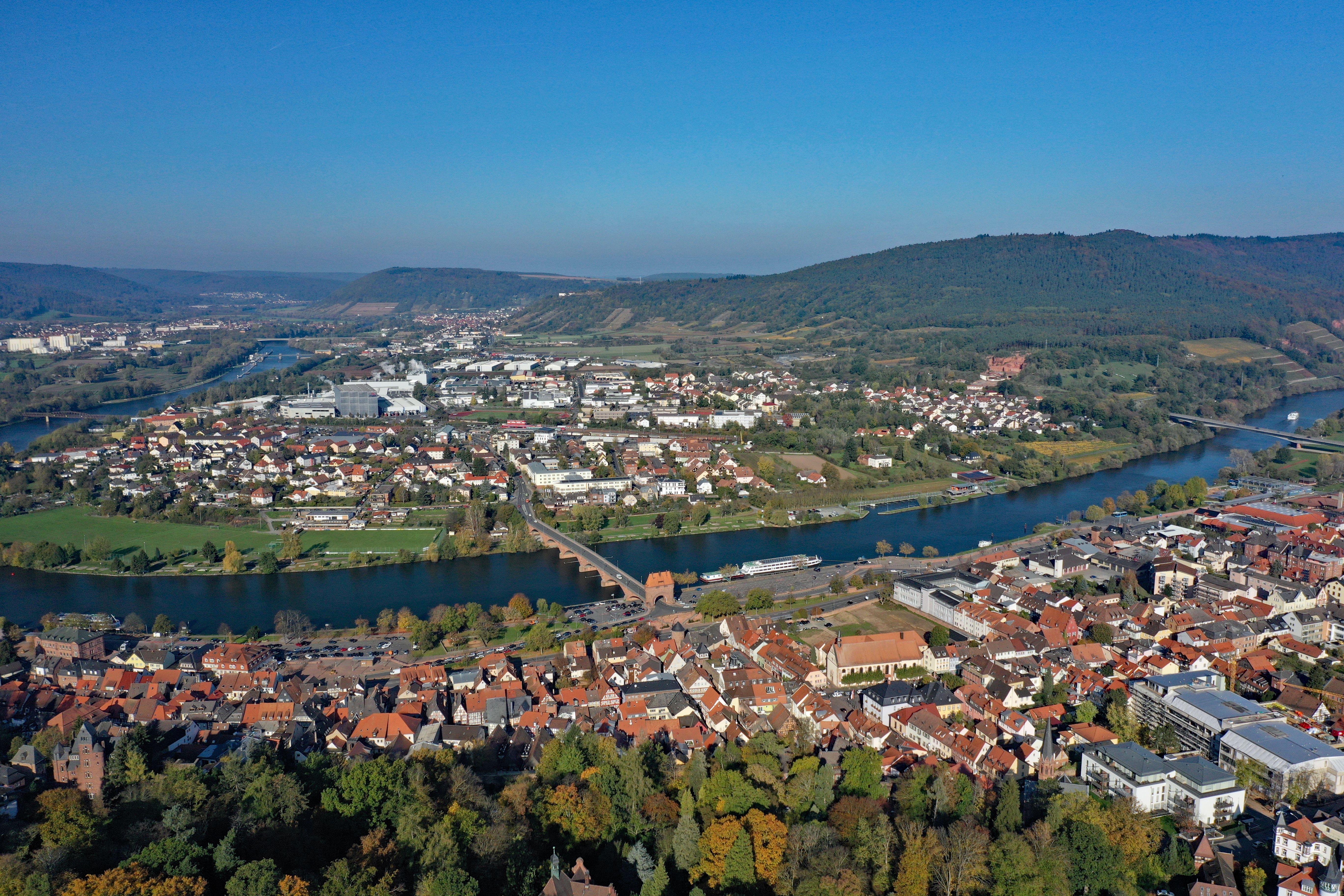
Luftbild

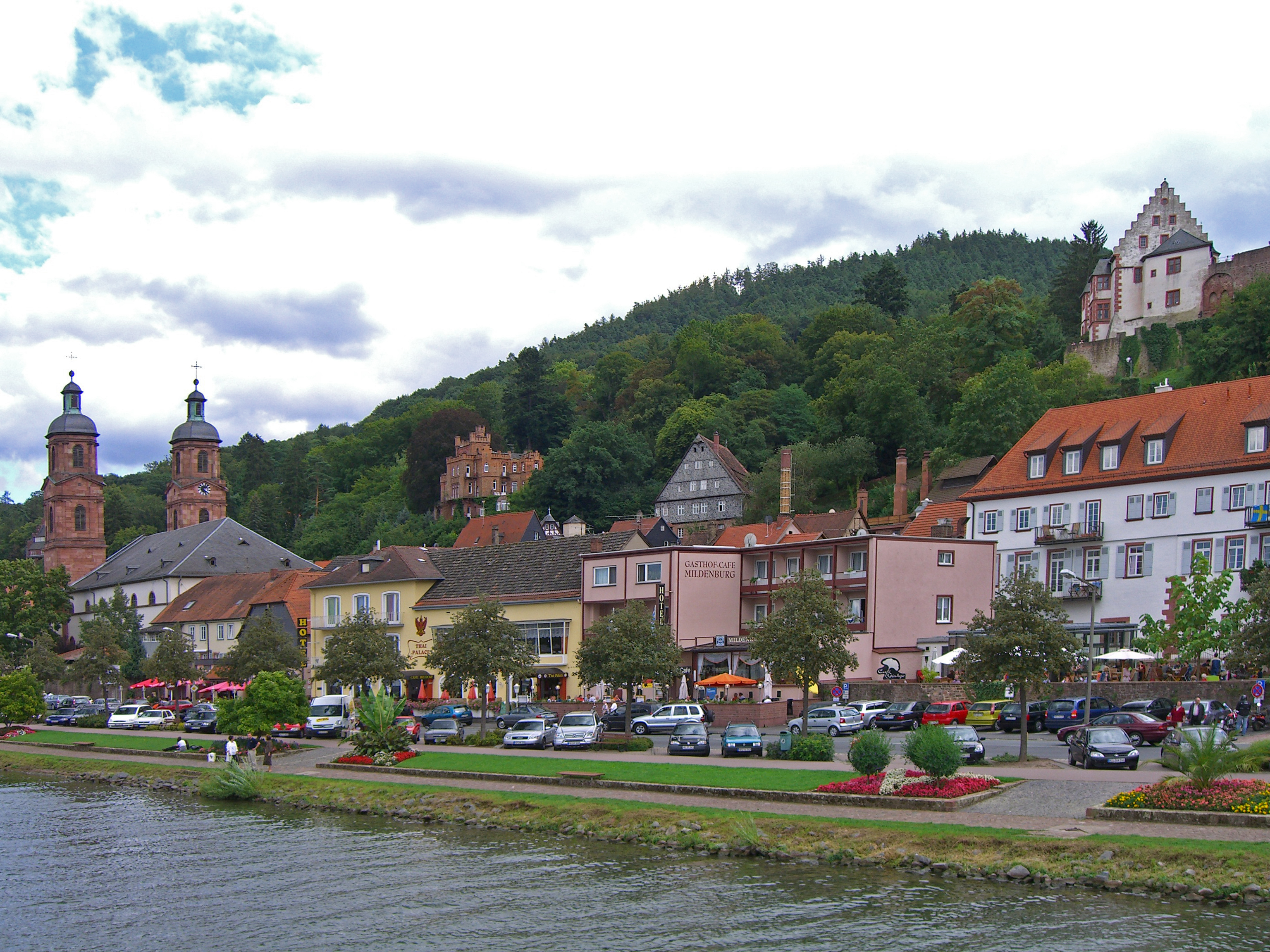
Blick vom Main auf Miltenberg

Das heutige Stadtzentrum und der historische Ortskern von Miltenberg liegen linksmainisch am Knie des Mainvierecks zwischen Spessart und Odenwald. Da sich im Gebiet Miltenbergs das Bett des Mains nahe am Fuß des Odenwaldes befindet, verbleibt auf der linken Mainseite nur ein schmaler Streifen nutzbarer Fläche, der in den vergangenen Jahrhunderten immer wieder vom Mainhochwasser überspült wurde. Die Altstadt nahm durch diese Hochwasser teils beträchtlichen Schaden. Etwa seit Beginn des 20. Jahrhunderts breitete sich Miltenberg nach Landkäufen von der Nachbargemeinde Großheubach auch auf der rechten Mainseite aus. Der topographisch höchste Punkt der Stadt befindet sich mit 482 m ü. NHN am Gipfel des Berges „Kohlplatte“, südlich von Miltenberg, der niedrigste liegt im Main auf 120,5 m ü. NHN.
Miltenberg hat etwas über 9600 Einwohner, zusammen mit den direkt angrenzenden Nachbargemeinden Großheubach, Kleinheubach und Bürgstadt insgesamt mehr als 22.000.

### Gemeindegliederung
Es gibt acht Gemeindeteile (in Klammern ist der Siedlungstyp angegeben):
- Berndiel (Weiler)
- Breitendiel (Kirchdorf)
- Geisenhof (Einöde)
- Mainbullau (Kirchdorf)
- Miltenberg (Hauptort)
- Monbrunn (Dorf)
- Schippach (Kirchdorf)
- Wenschdorf (Kirchdorf)

Der Hauptort selbst gliedert sich räumlich – jedoch nicht politisch – in mehrere Teile:
- Altstadt, bestehend aus:
  - historischer Siedlungskern, Teil des Schwarzviertels
  - erste Stadterweiterung
    - westlich bis zum Schwerfegertor, Teil des Schwarzviertels
    - östlich bis Wamessertor

  - zweite Stadterweiterung
    - westlich bis Mainzer Tor, zukünftiges Mainzer Viertel
    - östlich bis Würzburger Tor

Außerhalb der historischen Stadtmauern schließen sich im Uhrzeigersinn an:
- westlich des Mainzer Tors:
  - die Monbrunner Siedlung diesseits der Mud
  - Miltenberg-West jenseits der Mud
- am gegenüberliegenden Mainufer, über die alte Mainbrücke erreichbar:
  - Miltenberg-Nord, das durch die Bahnlinie zweigeteilt wird und eng an das Großheubacher Gewerbegebiet Auweg angrenzt.
- östlich des Würzburger Tors und südlich des Vögeleinstors:
  - Miltenberg-Ost, das baulich nahtlos in die Nachbargemeinde Bürgstadt übergeht
  - das Villenviertel am Grauberg

## Name

### Etymologie
Ihren Namen hat die Stadt Miltenberg von der oberhalb des Ortes liegenden Mildenburg.

### Frühere Schreibweisen
Frühere Schreibweisen des Ortes aus diversen historischen Karten und Urkunden:
- 1226 Miltinberg
- 1272 Miltenberg
- 1291 Mildemberg
- 1675 Miltenberg

## Geschichte

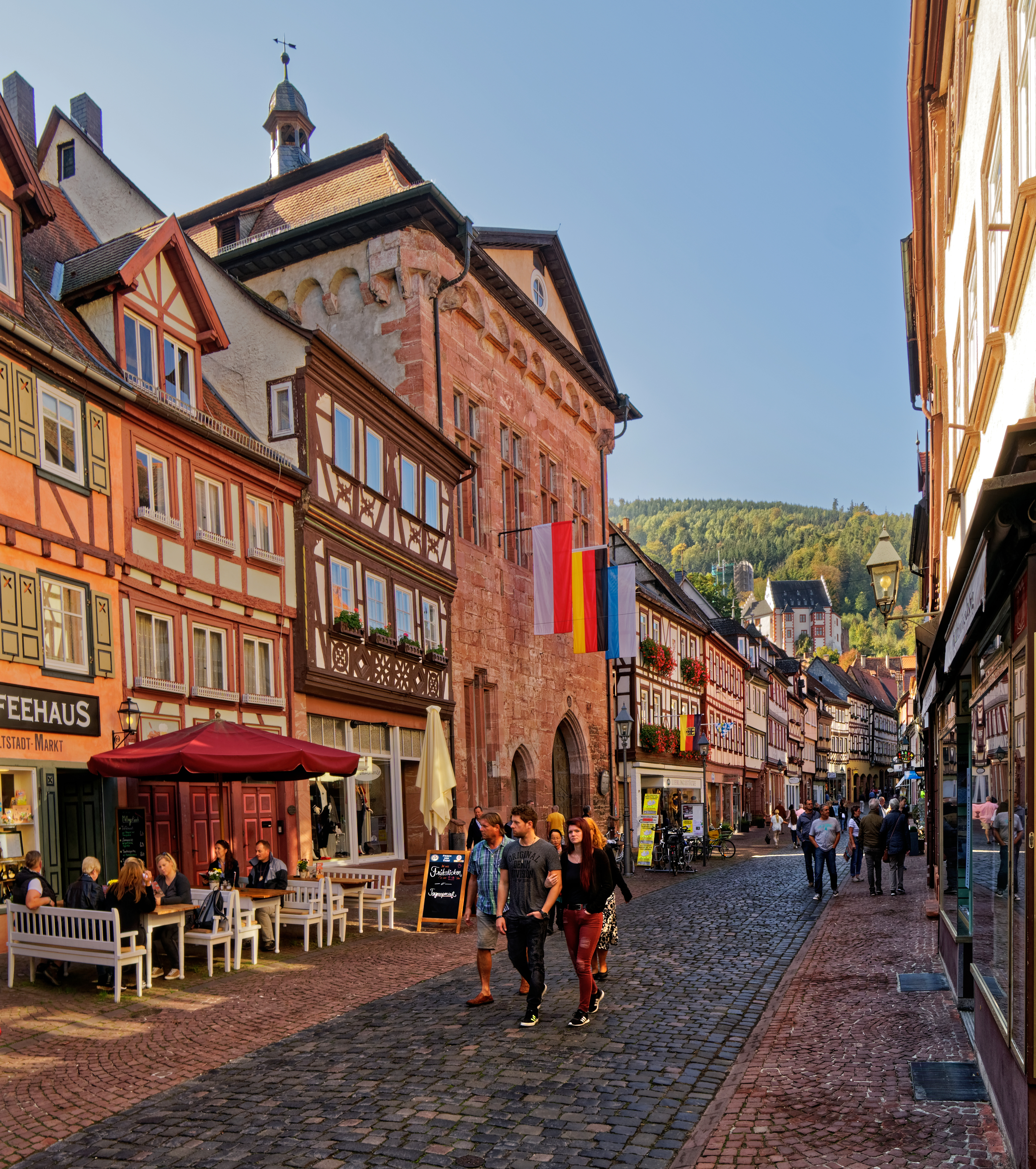
Historische Altstadt und Mildenburg

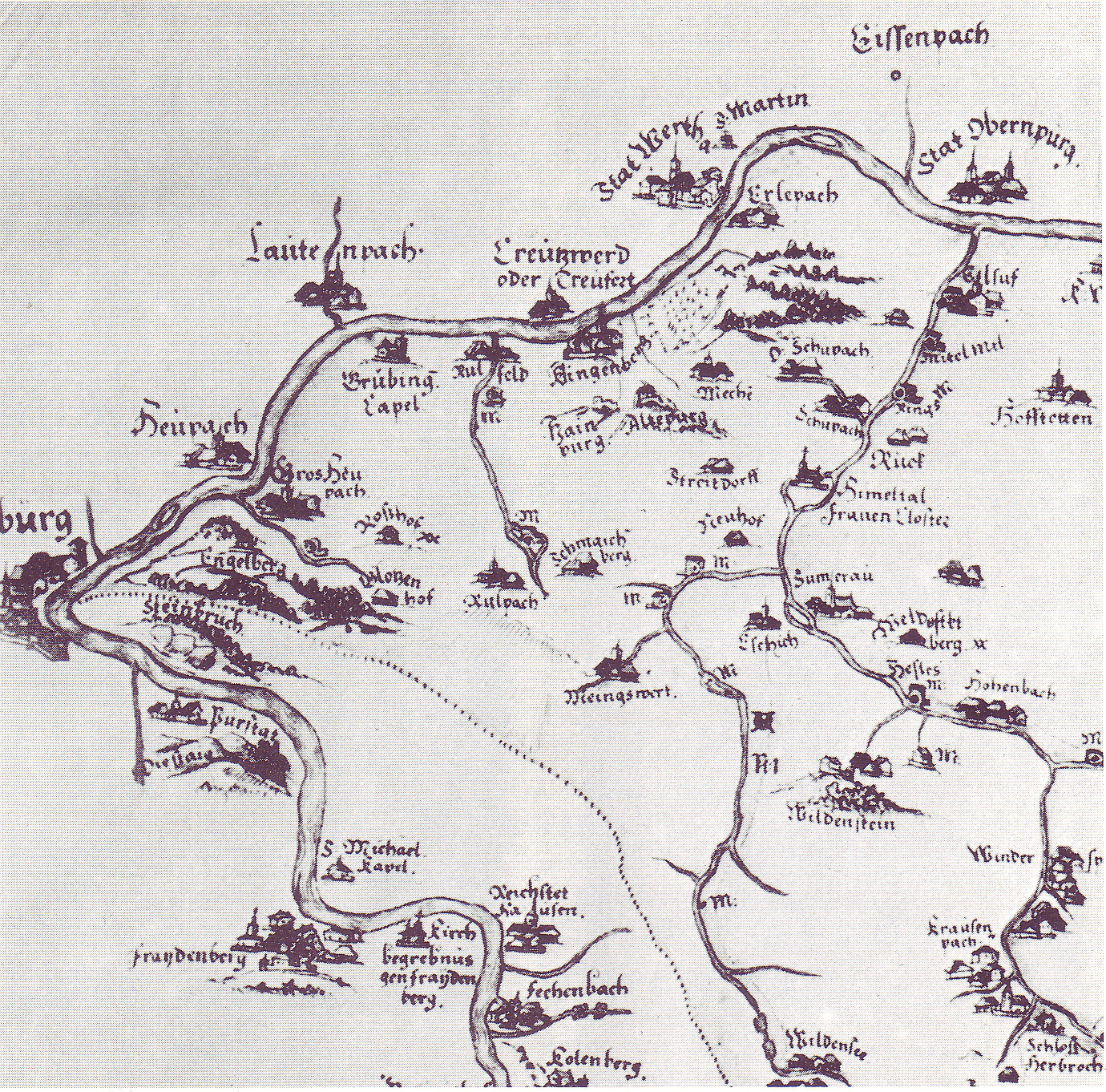
Miltenberg (am linken Bildrand) in der Karte des Spessarts von Paul Pfinzing von 1594 (Norden ist rechts)

### Bis zur Gemeindegründung
Schon die Menschen der Vor- und Frühgeschichte wussten um die strategische Bedeutung des Engpasses am Mainknie zwischen Odenwald und Spessart und errichteten mächtige Ringwälle auf dem Greinberg (Ringwall Greinberg) oberhalb Miltenbergs und auf dem Bürgstadter Berg (Ringwall Bürgstadter Berg). Um 159/160 n. Chr. schlossen die Römer hier den fast schnurgerade nach Süden verlaufenden „Vorderen Limes“ an den Main an. In der Nähe des heutigen Miltenberges stieß der Limes auf den Main, der ab hier weiter nordwärts die natürliche Grenze des Römischen Reiches nach Germanien hin darstellte. Es befinden sich die Überreste zweier römischer Kastelle zwischen Miltenberg und Kleinheubach (Kastell Miltenberg-Altstadt, ORL 38) sowie zwischen Miltenberg und Bürgstadt (Kastell Miltenberg-Ost, ORL 38a).

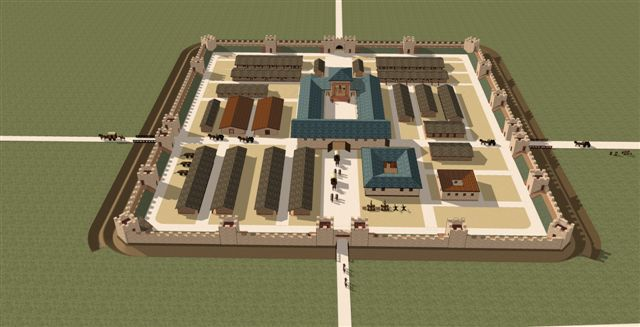
Computer-Rekonstruktion des Altstadt-Kastells Miltenberg

Mit dem Limesfall bis spätestens um 259/260 n. Chr. und dem Abzug der römischen Truppen verloren die für den Grenzschutz zuständigen Kastelle ihre Funktion. Das Kastell Miltenberg-Altstadt war jedoch noch im 4. Jahrhundert bewohnt, was Münzfunde belegen. Für das 5. Jahrhundert lassen sich keine sicheren Besiedlungsspuren erbringen. Ab dem 7. Jahrhundert, möglicherweise bereits im 6. Jahrhundert waren die römischen Ruinen wieder bewohnt. In der Ostecke des ehemaligen Kastells wurde damals unter Ausnutzung der römischen Mauer eine Mörtelmauer errichtet. Sporenfunde deuten auf hochrangige Personen hin und sprechen dafür, dass das Kastell im Zusammenhang mit der fränkischen Ostkolonisation stand. In den folgenden Jahrhunderten war die Anlage kaum genutzt, bis im 12. Jahrhundert, wiederum in der Ostecke des alten Kastells, ein Wohnturm angelegt wurde. Hierbei könnte es sich bereits um den Sitz des Adelsgeschlechtes Wallhausen gehandelt haben, die kurz darauf hier bezeugt sind.
Die für Miltenberg namensgebende Mildenburg entstand nach Forschungsergebnissen von Wolfgang Hartmann (s. u. Literatur) ab 1144 auf Besitz des von König Konrad III. bevogteten Klosters Amorbach. Ihr Name erinnert an die Milde des ersten Stauferkönigs im Zusammenhang mit der weltberühmten Weibertreu-Begebenheit von Weinsberg.
Die im Schutz der Burg entstandene Siedlung und spätere Stadt Miltenberg wird 1226 anlässlich eines Besuches des Mainzer Erzbischofs Siegfried II. erstmals urkundlich erwähnt. Etwa ab 1379 begrenzten die beiden Stadttürme, das Mainzer und das Würzburger Tor, den zwischen Fluss und Berghang eng und lang gestreckt gewachsenen heutigen Altstadtbereich nach Westen und Osten. Bereits im Mittelalter war der Miltenberger Buntsandstein sehr begehrt. Daher wurden in den umliegenden Wäldern Objekte wie Mahlsteine oder Säulen gehauen. Bereits vor dem Jahr 1319 wurde das Spital St. Peter durch Erzbischof Peter von Aspelt gegründet. In Miltenberg existierte nach Daten der Gesellschaft für Leprakunde „vor der Stadt“, in der heutigen Eichenbühler Straße, bis Mitte des 18. Jahrhunderts ein mittelalterliches Leprosorium.

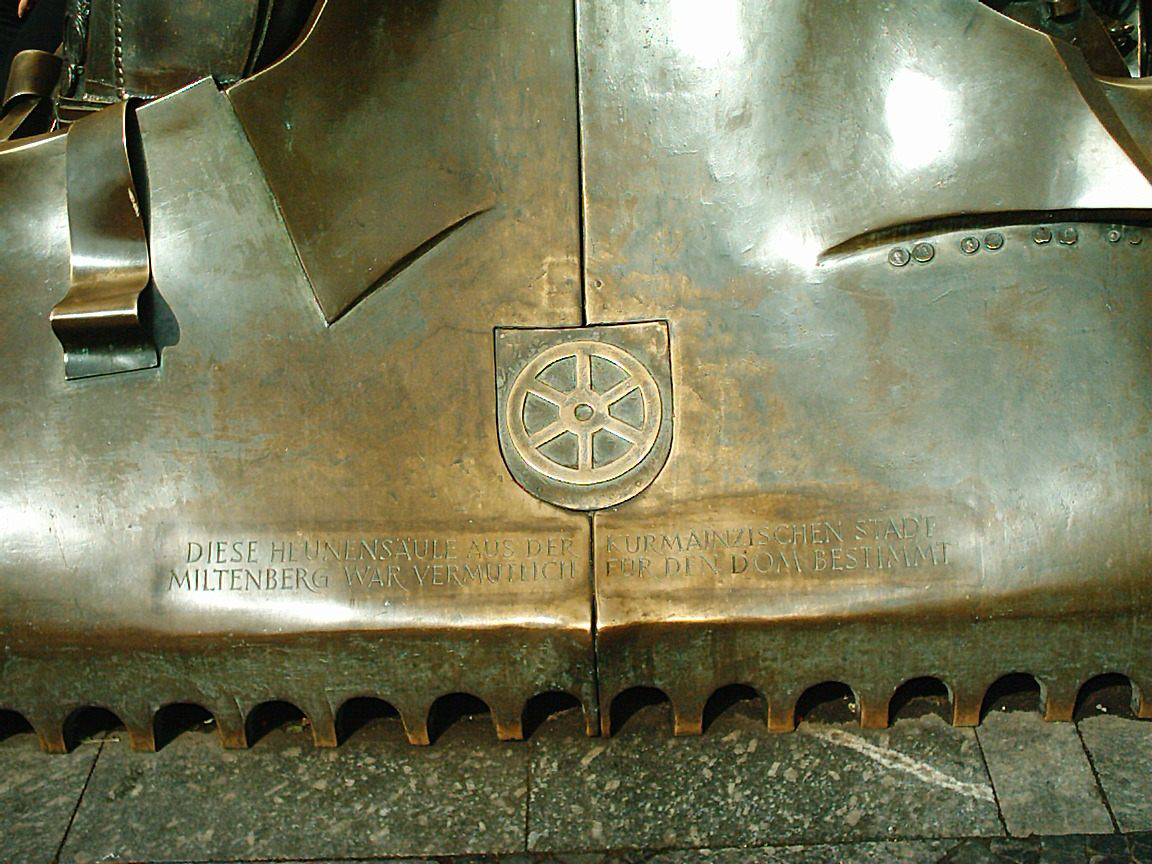
Hinweisplatte an der Heunen-Säule in Mainz

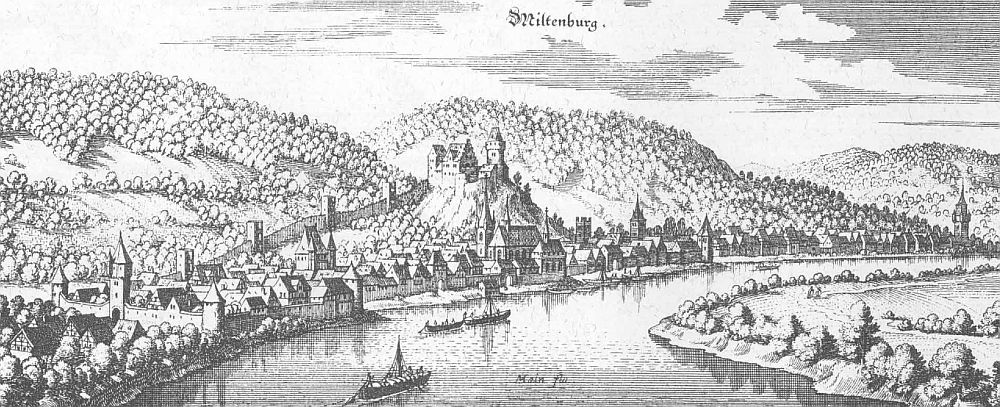
Miltenberg – Auszug aus der Topographia Hassiae von Matthäus Merian dem Jüngeren 1655

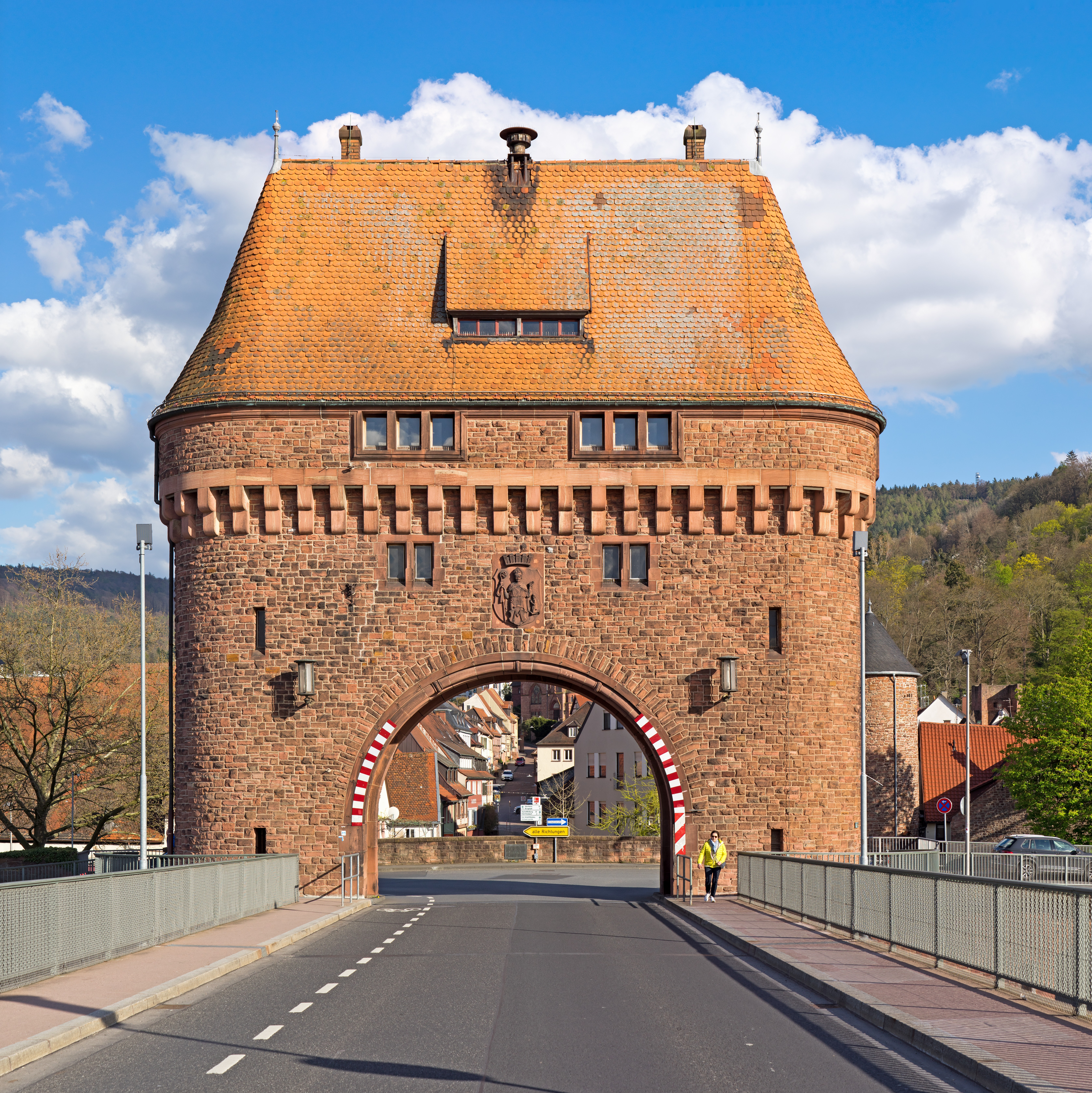
Torhaus der Mainbrücke

Bis 1803 gehörte Miltenberg zu Kurmainz und war dort Sitz des Amtes Miltenberg. Dies manifestiert sich bis heute im Mainzer Rad im Stadtwappen. Nach dem Reichsdeputationshauptschluss kam Miltenberg zum Fürstentum Leiningen, mit dem es 1806 dem Großherzogtum Baden einverleibt wurde. Nachdem die Stadt ab 13. November 1810 zum Großherzogtum Hessen-Darmstadt gehörte, wurde sie infolge des am 30. Juni 1816 zu Frankfurt a. M. zwischen Österreich, Preußen und Hessen Darmstadt abgeschlossenen Vertrags und nach Übereinkunft vom 7. Juli 1816 Teil des Königreichs Bayern. Im Zuge der Verwaltungsreformen in Bayern entstand mit dem Gemeindeedikt von 1818 die heutige städtische Gemeinde.

### Jüdisches Leben in Miltenberg
In der bis 1803 zum Erzstift Mainz gehörenden Stadt Miltenberg werden Juden seit der Mitte des 13. Jahrhunderts genannt. Sie lebten insbesondere vom Geldverleih und der Erhebung des erzbischöflichen Zolles. Eine letzte Nachricht über Juden in der mittelalterlichen Stadt stammt von 1464. 1631 erfolgte eine vorübergehende Vertreibung.
1933 lebten 99 jüdische Personen in der Stadt (2,1 % von insgesamt 4.663 Einwohnern). Im April und September 1942 wurden die letzten jüdischen Miltenberger deportiert.
Südlich der Stadtmauer befindet sich noch der bis ins Mittelalter reichende Alte Jüdische Friedhof.

### Verwaltungsgeschichte
Im Jahr 1862 wurde das Bezirksamt Miltenberg gebildet, auf dessen Verwaltungsgebiet Miltenberg lag. Wie überall im Deutschen Reich wurde 1939 die Bezeichnung Landkreis eingeführt. Miltenberg war nun eine der 31 Gemeinden im Altkreis Miltenberg. Dieser schloss sich am 1. Juli 1972 mit dem Landkreis Obernburg am Main zum neuen Landkreis Miltenberg zusammen.

### 20. und 21. Jahrhundert
Aus Miltenberg stammen auch die für den Bau des Mainzer Domes bestimmten Heunensäulen. Auf dem Mainzer Domplatz steht heute eine dieser Heunensäulen mit einer entsprechenden Hinweistafel.
Miltenberg verfügt über eine historische Altstadt, die mit zahlreichen Fachwerkhäusern, vor allem in der die eigentliche Altstadt bildenden Hauptstraße.
Am 22. Februar 1945 griffen sechs amerikanische Jagdbomber die Stadt mit Bomben und Bordwaffen an. Es gab 20 Tote. Die Mainbrücke wurde am 28. März 1945 von zurückweichenden deutschen Truppen gesprengt, ohne dass sie vorher für den Verkehr gesperrt worden war. Torhaus und Pfeiler blieben erhalten. Im Rahmen der heftigen Schlacht um Aschaffenburg rückten am 31. März US-Truppen in Miltenberg ein.
In den Jahren 1912 und 1955 erwarb Miltenberg Gelände auf der rechten Mainseite zur Erweiterung der Stadt. Die Mildenburg ist seit 1979 Eigentum der Stadt Miltenberg, 1971 wurden die Außenteile renoviert, eine mehrjährig angelegte Sanierung und Restaurierung wurde im Jahr 2011 abgeschlossen. Im Burginneren befindet sich nun das Museum Burg Miltenberg mit Kunstsammlungen der Diözese Würzburg. Im Burghof stand früher der Toutonenstein (jetzt im Museum Stadt Miltenberg), eine fünf Meter hohe Sandsteinsäule, deren Inschrift bis heute bezüglich ihrer Bedeutung ein Rätsel darstellt.
2008 fand in Miltenberg der 3. Tag der Franken im Rahmen der Unterfränkischen Kulturtage statt.

### Eingemeindungen
Im Zuge der Gebietsreform in Bayern wurde am 1. Januar 1971 die Gemeinde Breitendiel und am 1. Januar 1976 die Gemeinden Mainbullau, Schippach (mit Berndiel) und Wenschdorf (mit Monbrunn) eingegliedert.

### Einwohnerentwicklung
1619 betrug die Einwohnerzahl über 3000.
Nach dem Dreißigjährigen Krieg 1648 hatte sie sich in etwa halbiert.
Die Zahl von 3000 wurde erst Anfang des 19. Jahrhunderts wieder überschritten.
Bis 1939 wuchs die Bevölkerung auf 5958 an.
Nach dem Zweiten Weltkrieg schnellte die Einwohnerzahl in die Höhe. 1950 wurden 9657 Einwohner erfasst.
Diese Zahl sank bis 1970 wieder ab auf 7861.
Es folgten 2½ Jahrzehnte Wachstum. Der Höchststand wurde 1995 mit 9933 Einwohnern erreicht.
Nach einem deutlichen Rückgang in den späten 1990er und 2000er Jahren, war im vergangenen Jahrzehnt wieder ein leichtes Plus zu verzeichnen.
Stand 31. Dezember 2023 beträgt die Einwohnerzahl 9622.
| Jahr | Einwohner |
| ---- | --------- |
| 1619 | > 3000    |
| 1648 | ca. 1500  |
| 1803 | ca. 2500  |
| 1840 | 2985      |
| 1852 | 3230      |
| 1861 | 3377      |
| 1871 | 3252      |
| 1880 | 3683      |
| 1890 | 3534      |
| 1900 | 3802      |
| 1910 | 4050      |
| 1919 | 4403      |
| 1933 | 4663      |
| 1939 | 4974      |
| 1950 | 8241      |
| 1961 | 8088      |
| 1970 | 7861      |
| 1980 | 9332      |
| 1990 | 9443      |
| 2000 | 9729      |
| 2010 | 9177      |
| 2020 | 9288      |

### Religionen
1987 waren etwa drei Viertel (74,7 % = 6602 Personen) der Bewohner Miltenbergs römisch-katholisch (Volkszählung vom 25. Mai). Im Jahr 2011 war dieser Wert auf 58,1 % (5282 Personen) gesunken (Zensus vom 9. Mai). Der Anteil der evangelisch-lutherischen Bevölkerung stieg zum gleichen Zeitpunkt leicht von 16,3 % (1440 Personen) auf 16,6 % (1509 Personen). Der jeweilige Rest gehörte einer anderen oder keiner Konfession an.
Pfarrer der katholischen Pfarrei St. Jakobus (seit 1985)
- 1985–1998: Benno von Bundschuh
- 2000–2008: Ulrich Boom
- 2009–2010: Robert Stolzenberger
- 2010–2014: Christian Lutz
- 2015–2016: Hermann Steinert (†)
- seit 2017: Jan Kölbel

## Politik

### Stadtrat
Die Stadtratswahl am 15. März 2020 führte zu folgendem Ergebnis:
| Stadtratswahl Miltenberg 2020Wahlbeteiligung: 56,7 % 3020100 26,4 %18,5 %12,4 %11,0 %10,6 %8,5 %7,0 %5,8 %n. k. % CSULiMbSPDGrünedÖDPeMWGfBMgFWGrüne und ödpGewinne und Verlusteim Vergleich zu 2014 %p 12 10 8 6 4 2 0 −2 −4 −6 −8−10−12−14−6,5 %p−0,7 %p−2,8 %p+11,0 %p+10,6 %p−2,7 %p+7,0 %p−3,0 %p−12,6 %pCSULiMSPDGrüneÖDPMWGBMFWGrüne und ödpAnmerkungen:b Liberale Miltenbergerd 2014: zusammen mit der ÖDPe 2014: zusammen mit den Grünenf Miltenberger Wahlgemeinschaftg Bürgerliste Miltenberg | Sitzverteilung im Stadtrat Miltenberg seit 2020Insgesamt 20 Sitze - SPD: 3 - Grüne: 2 - ÖDP: 2 - BM: 1 - MWG: 2 - FW: 1 - LiM: 4 - CSU: 5 |

| Parteien und Wählergemeinschaften | Parteien und Wählergemeinschaften                         | % 2020 | Sitze 2020 | % 2014 | Sitze 2014 | % 2008 | Sitze 2008 |
| --------------------------------- | --------------------------------------------------------- | ------ | ---------- | ------ | ---------- | ------ | ---------- |
| CSU                               | Christlich-Soziale Union in Bayern                        | 26,4   | 5          | 32,9   | 7          | 39,8   | 8          |
| LiM                               | Liberale Miltenberger                                     | 18,5   | 4          | 19,2   | 4          | 15,0   | 3          |
| SPD                               | Sozialdemokratische Partei Deutschlands                   | 12,4   | 3          | 15,2   | 3          | 22,8   | 5          |
| Grüne                             | Bündnis 90/Die Grünen                                     | 11,0   | 2          | —      | —          | —      | —          |
| ÖDP                               | Ökologisch-Demokratische Partei                           | 10,6   | 2          | —      | —          | —      | —          |
| MWG                               | Miltenberger Wahlgemeinschaft                             | 8,5    | 2          | 11,2   | 2          | 11,0   | 2          |
| BM                                | Bürgerliste Miltenberg                                    | 7,0    | 1          | —      | —          | —      | —          |
| FW                                | Landesvereinigung Freie Wähler Bayern                     | 5,8    | 1          | 8,8    | 2          | —      | —          |
| Grüne und ödp                     | Bündnis 90/Die Grünen und Ökologisch-Demokratische Partei | —      | —          | 12,6   | 2          | 11,4   | 2          |
| Gesamt                            | Gesamt                                                    | 100 %  | 20         | 100 %  | 20         | 100 %  | 20         |
| Wahlbeteiligung                   | Wahlbeteiligung                                           | 56,7 % | 56,7 %     | 55,5 % | 55,5 %     | 60,9 % | 60,9 %     |

### Weitere Wahlen
In der folgenden Tabelle sind die Ergebnisse von Bundes-, Landtags- und Europawahlen in Miltenberg dargestellt.
| Jahr | Wahl           | Wbt. | CSU  | AfD  | SPD  | Grüne | Linke1 | FDP  | BSW | FW   | Sonst. |
| ---- | -------------- | ---- | ---- | ---- | ---- | ----- | ------ | ---- | --- | ---- | ------ |
| 2025 | Bundestagswahl | 81,9 | 36,9 | 20,6 | 12,6 | 10,9  | 5,9    | 4,8  | 3,8 | 2,2  | 2,6    |
| 2024 | Europawahl     | 62,2 | 42,1 | 13,9 | 9,4  | 11,9  | 0,9    | 4,3  | 3,7 | 4,0  | 9,8    |
| 2023 | Landtagswahl   | 67,5 | 40,4 | 16,5 | 7,7  | 16,3  | 1,5    | 2,8  | —   | 12,2 | 2,6    |
| 2021 | Bundestagswahl | 75,7 | 31,7 | 8,6  | 20,1 | 13,4  | 2,4    | 12,6 | —   | 4,4  | 6,8    |
| 2019 | Europawahl     | 58,2 | 40,8 | 8,7  | 10,9 | 20,3  | 2,2    | 3,9  | —   | 3,1  | 10,1   |
| 2018 | Landtagswahl   | 66,1 | 40,6 | 10,0 | 9,6  | 17,7  | 3,1    | 6,1  | —   | 8,8  | 4,1    |
| 2017 | Bundestagswahl | 75,7 | 39,1 | 10,7 | 17,2 | 9,8   | 7,1    | 11,6 | —   | 1,2  | 3,3    |
| 2014 | Europawahl     | 41,0 | 41,9 | 6,3  | 22,3 | 10,0  | 2,9    | 5,3  | —   | 1,8  | 9,5    |
| 2013 | Bundestagswahl | 68,4 | 49,2 | 3,7  | 21,4 | 7,9   | 3,9    | 6,8  | —   | 1,8  | 5,3    |
| 2013 | Landtagswahl   | 59,7 | 49,7 | —    | 18,1 | 6,9   | 1,7    | 6,6  | —   | 7,2  | 9,8    |
| 2009 | Europawahl     | 41,3 | 53,5 | —    | 11,2 | 9,8   | 2,2    | 10,3 | —   | 2,5  | 10,5   |
| 2004 | Europawahl     | 40,6 | 59,1 | —    | 15,9 | 10,4  | 0,7    | 5,2  | —   | —    | 8,7    |
| 1999 | Europawahl     | 46,8 | 67,1 | —    | 19,7 | 4,9   | 0,7    | 2,2  | —   | —    | 5,4    |
| 1994 | Europawahl     | 57,7 | 50,0 | —    | 21,4 | 9,7   | 0,4    | 4,6  | —   | —    | 13,9   |

1 bis 2007: PDS

### Bürgermeister
| Wahl des ersten Bürgermeisters der Stadt Miltenberg 2020 %6050403020100 35,5 %32,3 %15,6 %8,5 %8,2 % Kahlert (CSU)Faust (LiM)Balleier (SPD)Rybakiewicz (BM)Schmidt (Grüne) | Stichwahl 2020 %6050403020100 59,041,0 Kahlert (CSU)Faust (LiM) |

| Jahr  | Kandidaten         | Partei | Ergebnis | Wahlbeteiligung |
| ----- | ------------------ | ------ | -------- | --------------- |
| 20201 | Bernd Kahlert      | CSU    | 59,0 %   | 65,3 %          |
| 20201 | Cornelius Faust    | LiM    | 41,0 %   | 65,3 %          |
| 2020  | Bernd Kahlert      | CSU    | 35,5 %   | 56,8 %          |
| 2020  | Cornelius Faust    | LiM    | 32,3 %   | 56,8 %          |
| 2020  | Sabine Balleier    | SPD    | 15,5 %   | 56,8 %          |
| 2020  | Rainer Rybakiewicz | BM     | 08,5 %   | 56,8 %          |
| 2020  | Sabine Schmidt     | Grüne  | 08,2 %   | 56,8 %          |
| 20141 | Helmut Demel       | LiM    | 53,2 %   | 53,5 %          |
| 20141 | Harald Blankart    | CSU    | 46,8 %   | 53,5 %          |
| 2014  | Harald Blankart    | CSU    | 42,8 %   | 55,5 %          |
| 2014  | Helmut Demel       | LiM    | 42,0 %   | 55,5 %          |
| 2014  | Rainer Rybakiewicz | FW     | 15,2 %   | 55,5 %          |

1 Stichwahl
Liste der Bürgermeister
| Amtszeit  | Name                             |
| --------- | -------------------------------- |
| 1870–1905 | Jakob Josef Schirmer (parteilos) |
| 1906–1924 | Franz Breitenbach (SPD)          |
| 1925–1930 | Roland Schmid (DNVP)             |
| 1930–1933 | Wilhelm Schwesinger (Zentrum)    |
| 1933–1935 | Josef Funk (NSDAP)               |
| 1935–1945 | Anton Burkart (NSDAP)            |
| 1945–1951 | Oskar Sermersheim (parteilos)    |
| 1952–1966 | Anton Blatz (MWG)                |
| 1966–1978 | Ludwig Büttner (MWG)             |
| 1978–1990 | Anton Vogel                      |
| 1990–2014 | Joachim Bieber (CSU)             |
| 2014–2020 | Helmut Demel (LIM)               |
| seit 2020 | Bernd Kahlert (CSU)              |

### Städtepartnerschaften
Es besteht seit Juni 1982 eine Städtepartnerschaft mit Arnouville in Frankreich. Seit 16. November 2004 besteht eine Städtepartnerschaft mit Dux in Böhmen.

## Wappen
| Wappen der Stadt Miltenberg | Blasonierung: „Geviert von Rot und Silber; in Feld 1 und 4 ein sechsspeichiges silbernes Rad; in Feld 2 und 3 der rote Buchstabe M“ |
| Wappen der Stadt Miltenberg | |

### Patenschaft
1960 wurde die Patenschaft für die vertriebenen Sudetendeutschen aus Stadt und Landkreis Dux übernommen, die 2004 in die Städtepartnerschaft mündete.

## Kultur und Sehenswürdigkeiten

### Sehenswürdigkeiten
- Mildenburg
- Historische Altstadt
- Das „Schnatterloch“ am historischen Marktplatz
- Hotel Zum Riesen (eines der ältesten Gasthäuser Deutschlands)
- Altes Rathaus
- Würzburger Tor
- Mainzer Tor
- Stadtpfarrkirche St. Jakobus
- Franziskanerkirche
- Johanneskirche (1895–1897, Architekt Ludwig Hofmann)
- Laurentiuskapelle mit dem angrenzenden Laurentiusfriedhof (ca. 14. Jahrhundert)
- Alter Jüdischer Friedhof

Ein neues Konzept wurde mit der Route der Industriekultur Rhein-Main eröffnet. Darin werden Industriebauwerke auf den 160 Kilometern zwischen Miltenberg und Bingen am Rhein zu einer Erlebnisroute über das Industriezeitalter in Süddeutschland verknüpft. Bereits 700 Bauwerke sind wissenschaftlich erfasst, so beispielsweise der alte Miltenberger Hauptbahnhof.

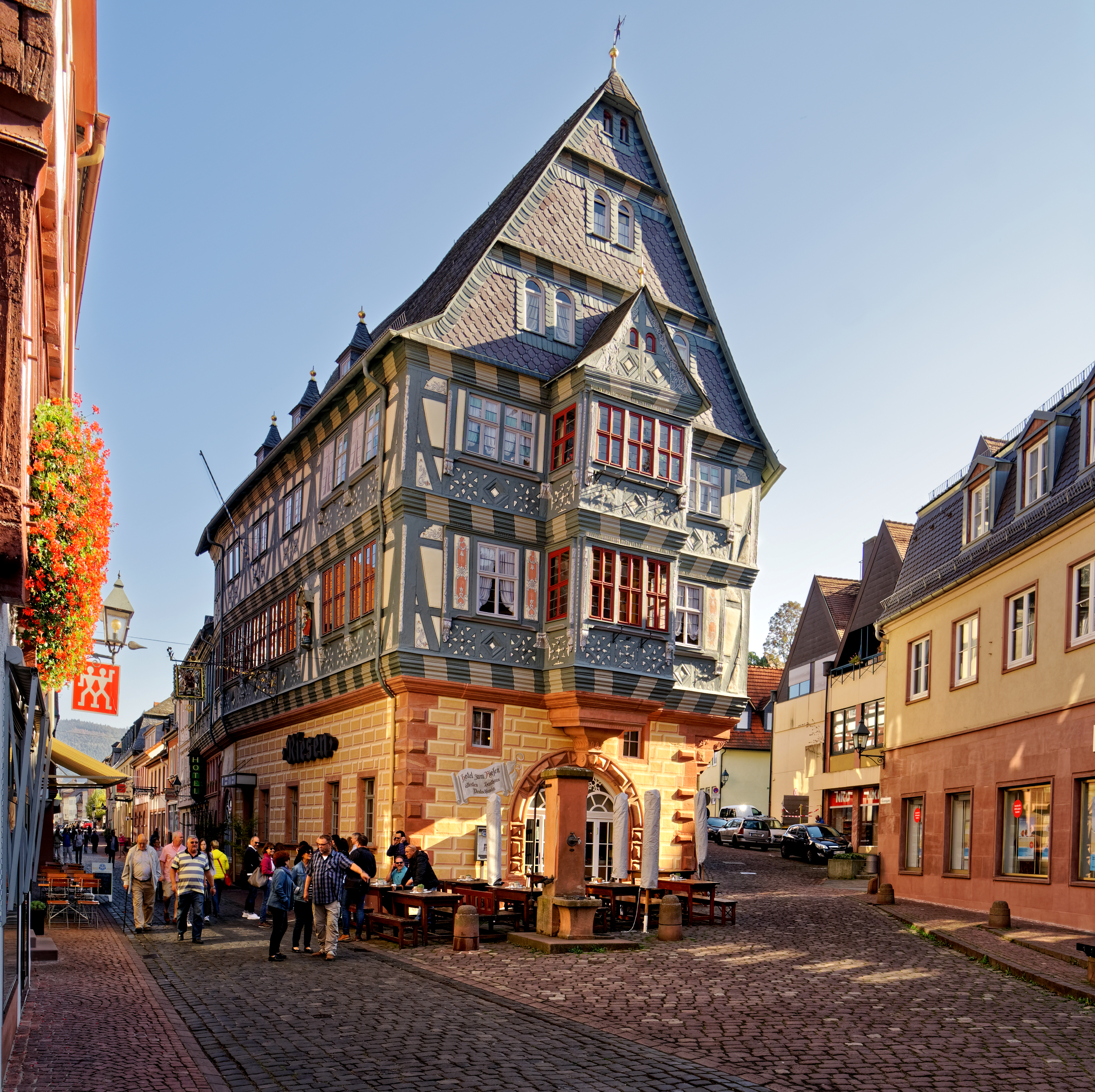
Hotel „Zum Riesen“
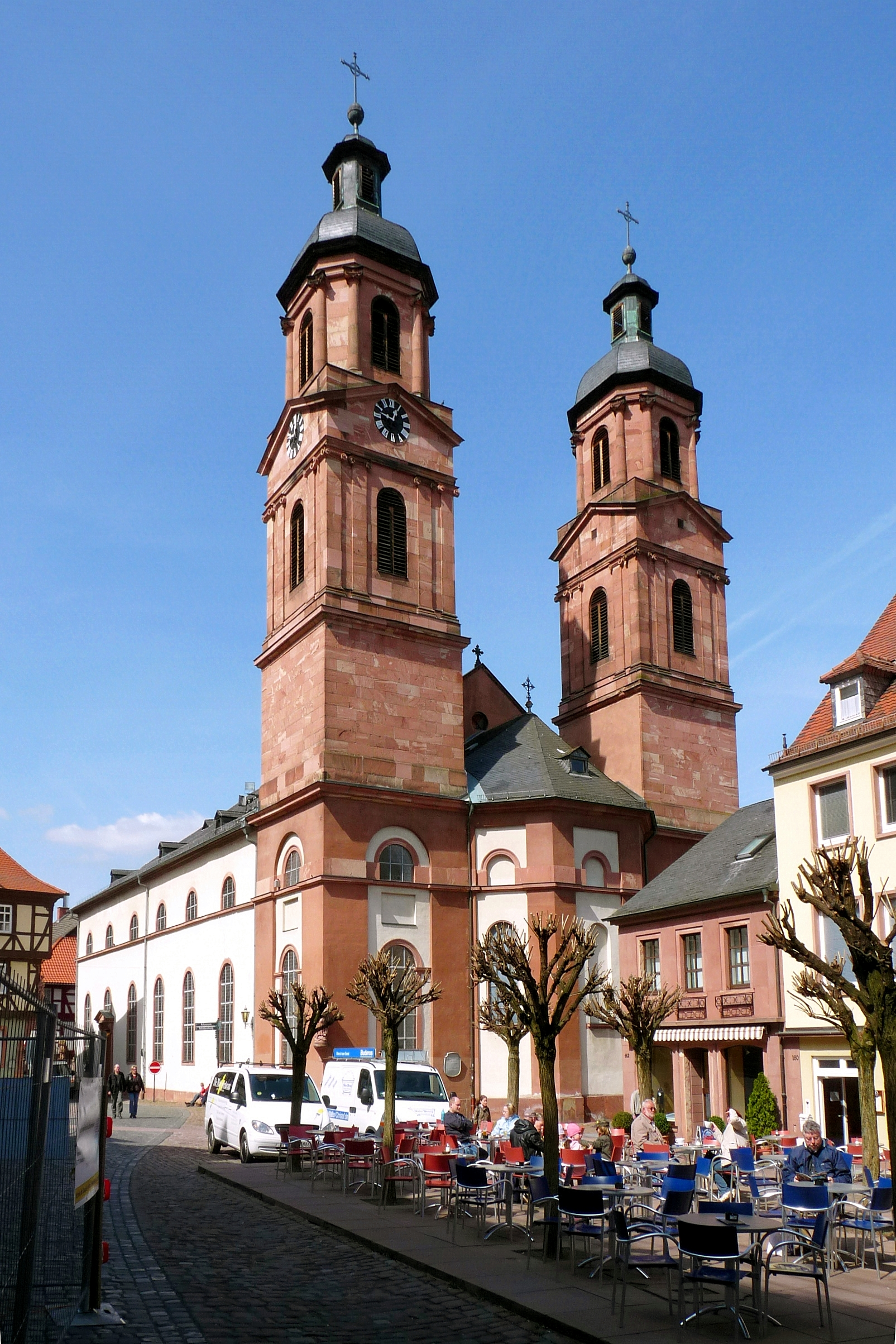
Stadtpfarrkirche St. Jakobus
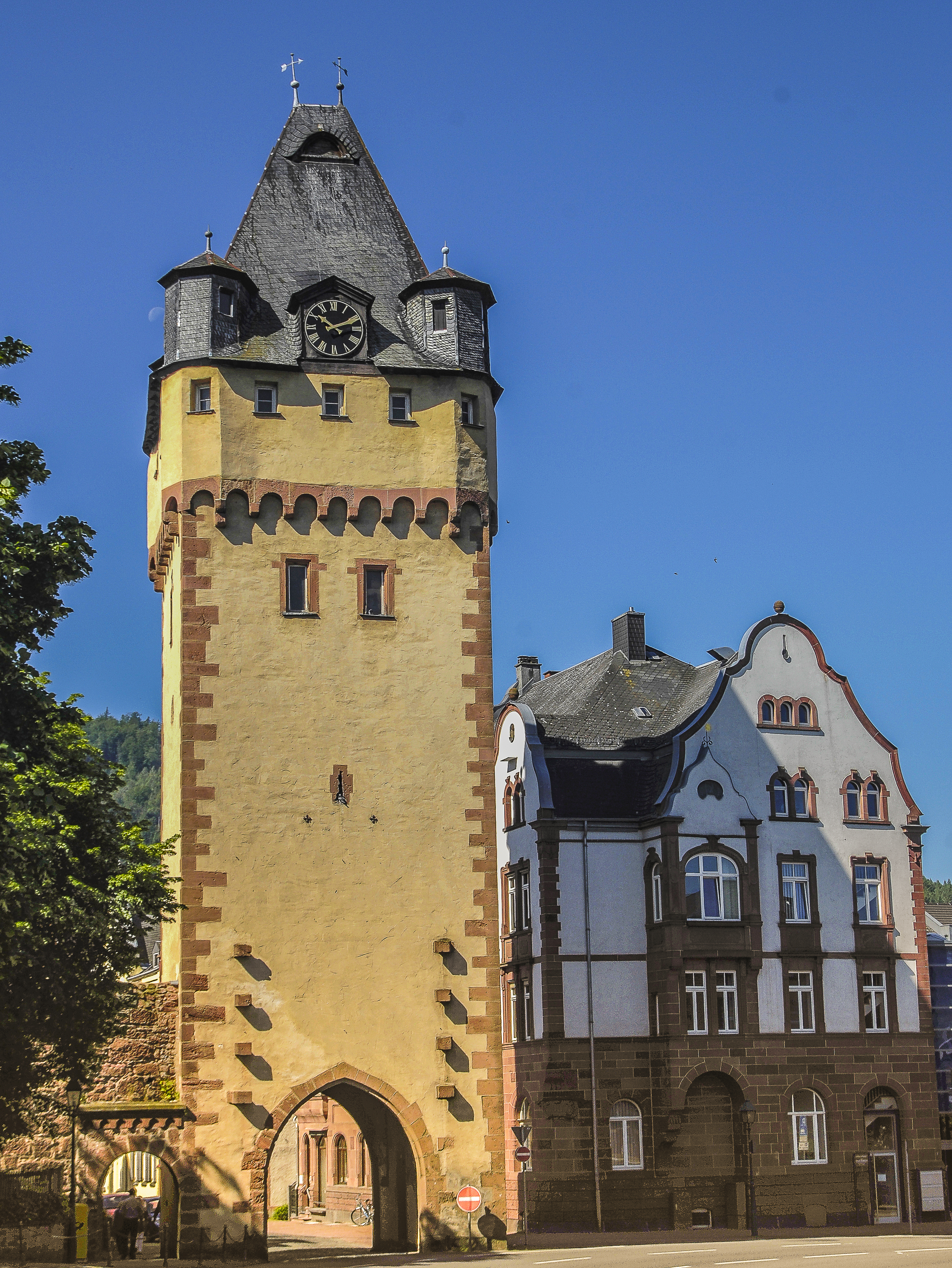
Das Würzburger Tor östlich der Innenstadt
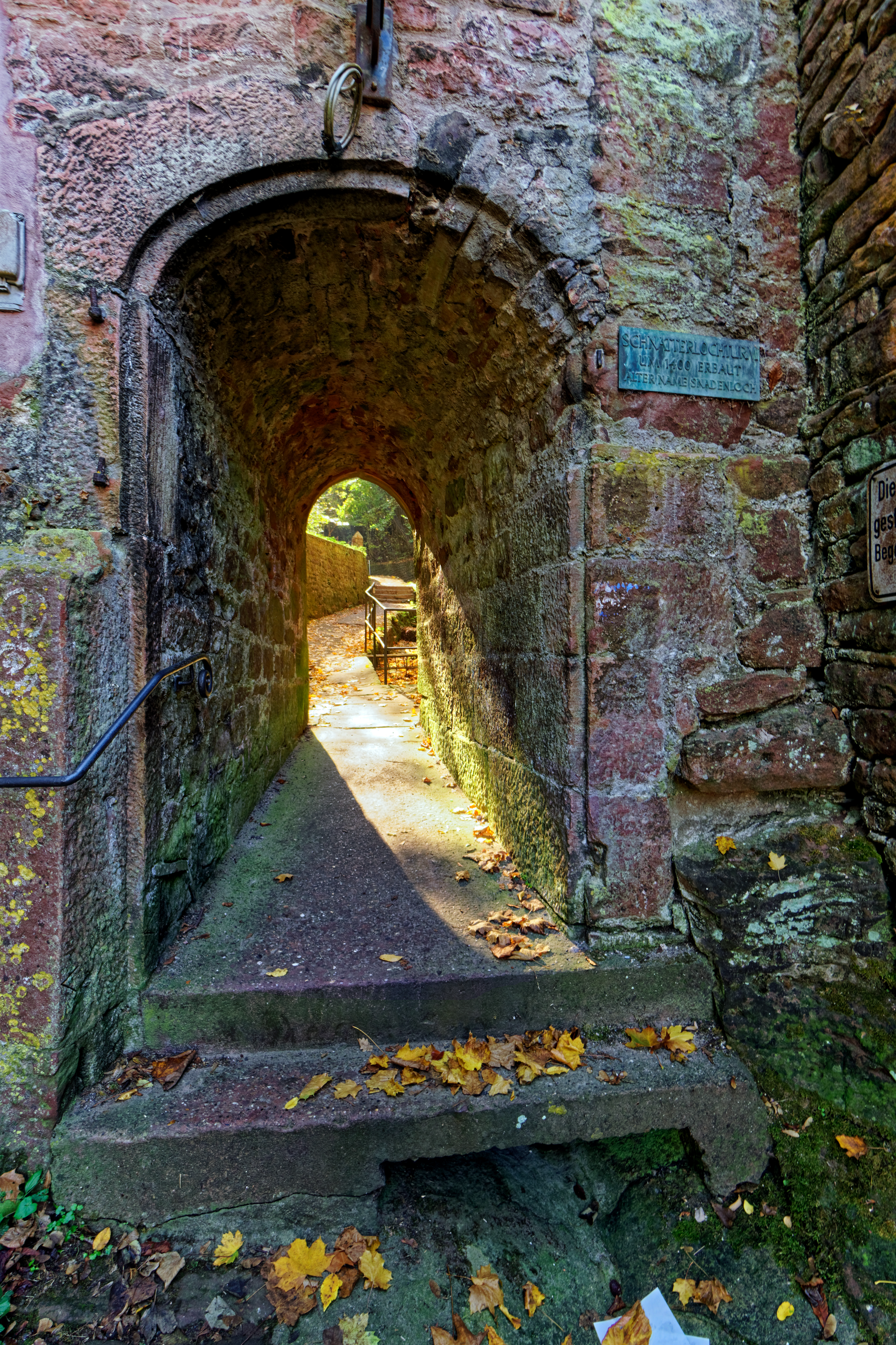
Schnatterlochtor
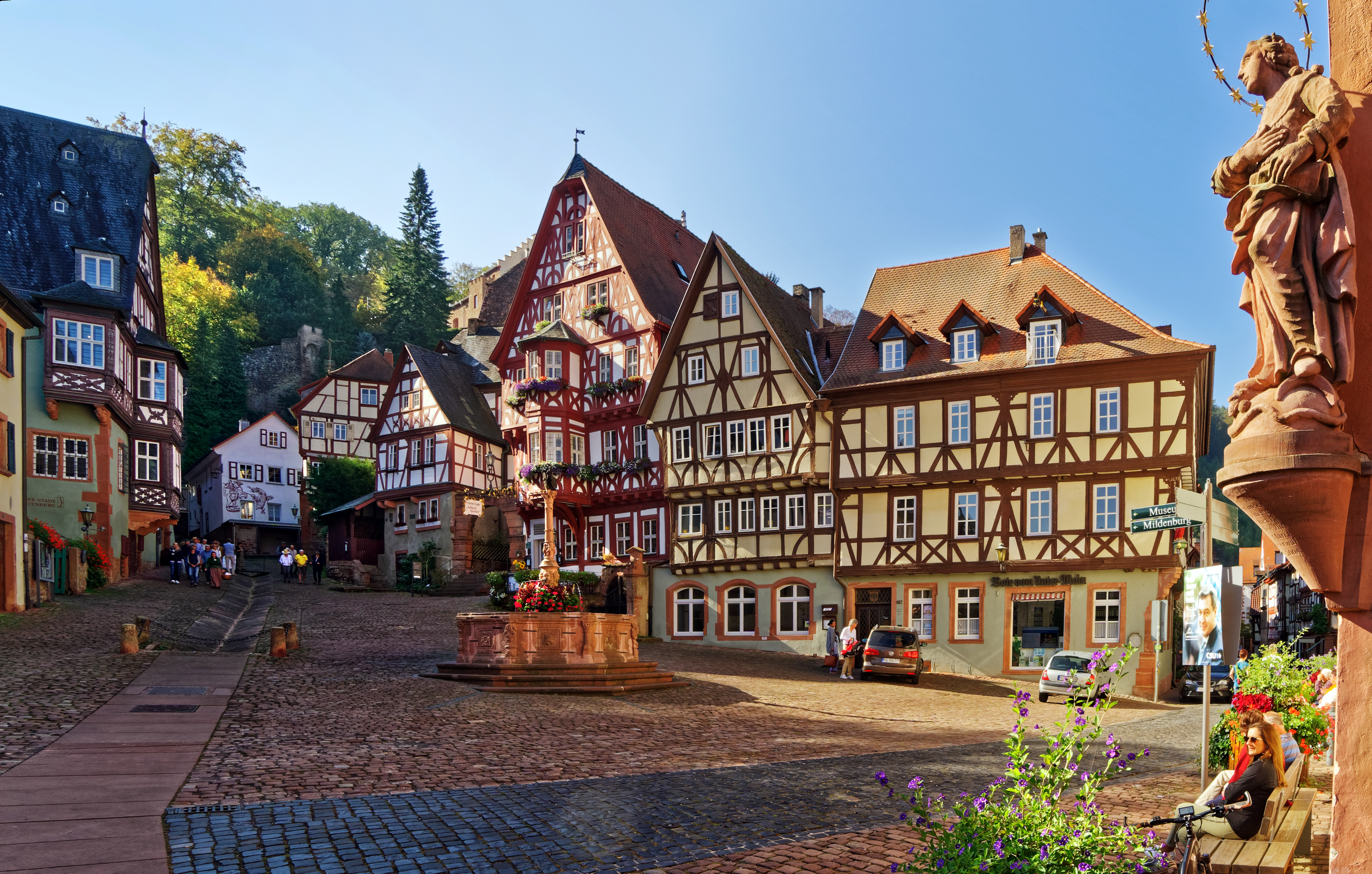
Der Marktplatz von Miltenberg
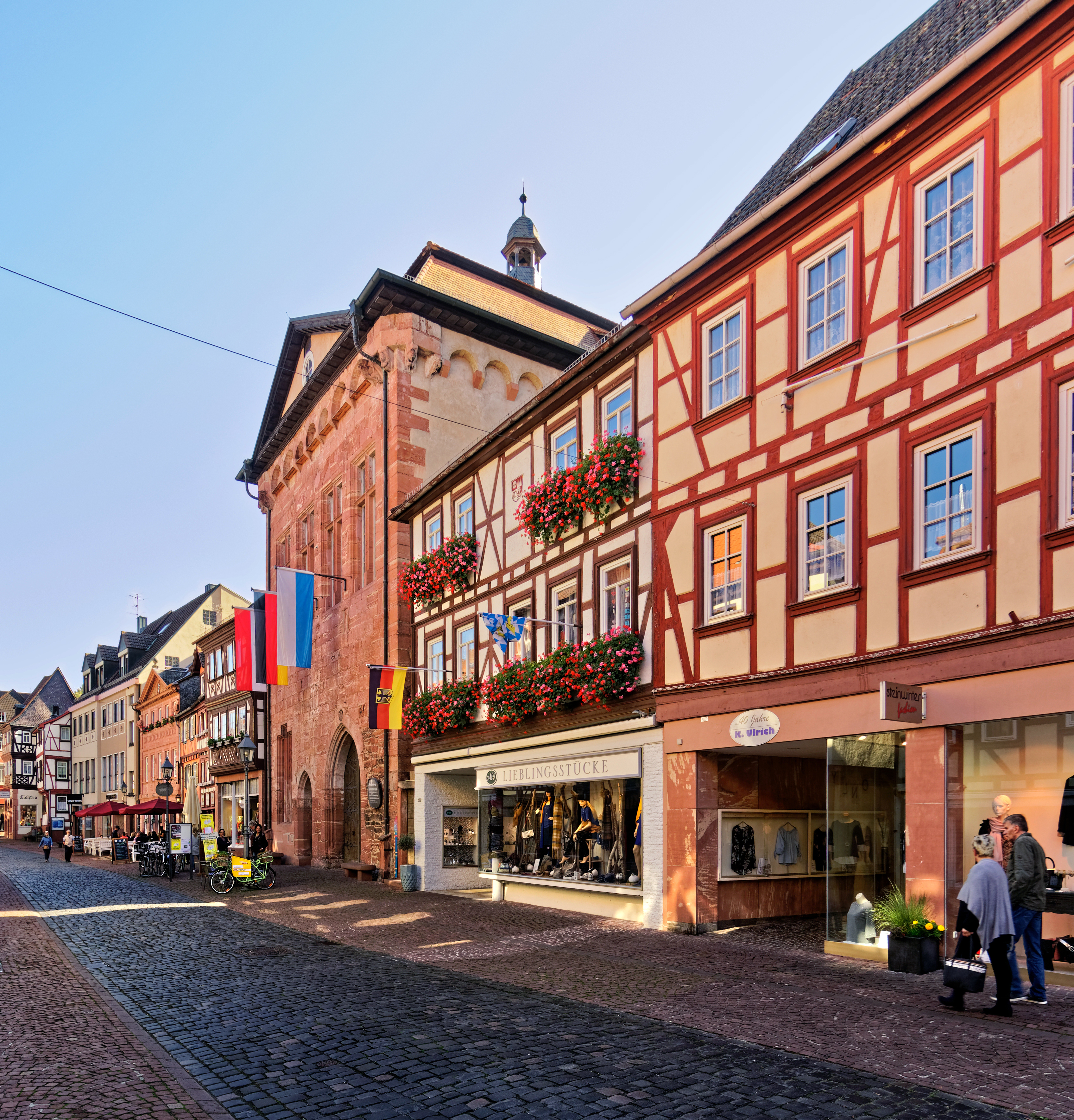
Die Hauptstraße mit dem alten Rathaus
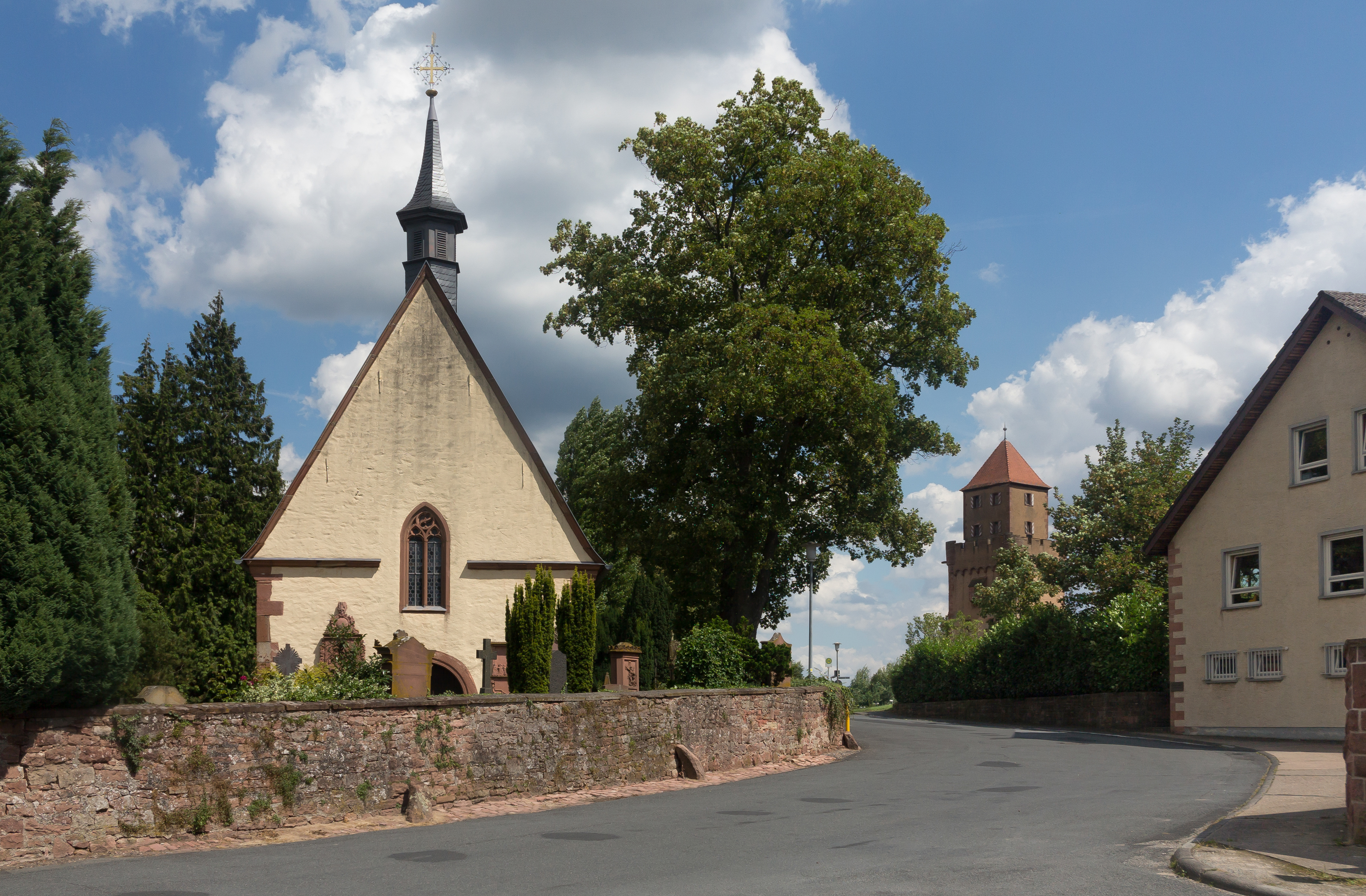
Friedhofskapelle Sankt Laurentius

### Museen
- Museum Stadt Miltenberg
- Museum Burg Miltenberg
- Apothekenmuseum Miltenberg[28]

### Regelmäßige Veranstaltungen
- Am ersten Wochenende im Juli findet im 2-Jahresrhythmus das „Mainfest“ statt, welches das traditionelle (Alt-)Stadtfest abgelöst hat.
- Ende Juli finden die „Mildenburger Theatertage“ statt.
- Ab dem letzten Wochenende im August bis zum ersten Wochenende im September findet zehn Tage lang die Michaelismesse, das größte Volksfest am Bayerischen Untermain, statt.
- Von Ende September bis Anfang Oktober findet der „Miltenberger Weinherbst“ statt.[29]
- An den vier Adventswochenenden (Freitag bis Sonntag) ist der Weihnachtsmarkt geöffnet.

## Wirtschaft und Infrastruktur
Wichtig ist vor allem der Tourismus, ferner der Buntsandstein und der Handel.
Im Zukunftsatlas 2016 belegte der Landkreis Miltenberg Platz 197 von 402 Landkreisen, Kommunalverbänden und kreisfreien Städten in Deutschland und zählt damit zu den Regionen mit „ausgeglichenem Chancen-Risiko Mix“ für die Zukunft.

### Verkehr
Miltenberg ist an die hessischen Ballungsgebiete angebunden, in denen viele Einwohner Arbeit finden.
Wichtigste Verkehrsachse ist das Maintal.
Der Main wird seit der Antike als Wasserstraße genutzt und ist heute als Großschifffahrtsstraße ausgebaut.
Die Stadtwerke EMB betreiben zwei Anlegeplätze für Flusskreuzfahrtschiffe. 2019 legten hier über 500 Kreuzfahrtschiffe an, 2017 wurde ein Höchststand von 681 Schiffen gezählt, in Folge der Corona-Pandemie ist die Auslastung derzeit geringer.
Tagesausflugschiffe der Reederei Henneberger verkehren ab Miltenberg. Angeboten werden Fahrten mit Aufenthalt in Wertheim, sowie Rundfahrten bis Freudenberg.
Für Sportboote gibt es einen öffentlichen Anlegebereich. Der Yachtverein bietet Liegeplätze im Hafen (bis 11 m) und an der Außenmole (bis 20 m). Dort stehen auch eine Slipstelle und ein Kran zur Verfügung.
Wasserwanderer können eine Einstiegsstelle (Gelbe Welle) nutzen.

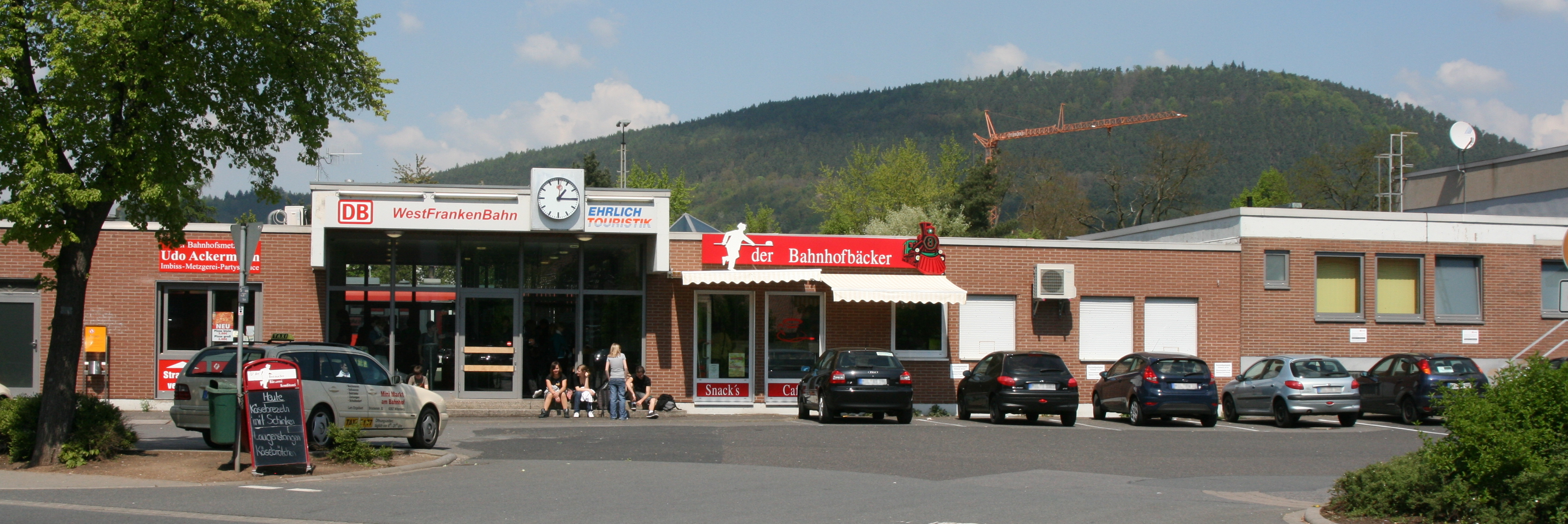
Das neue Empfangsgebäude des Bahnhofs von 1977

Miltenberg ist Verknüpfungspunkt der 1876 eröffneten Eisenbahnstrecke Aschaffenburg–Miltenberg mit der 1880 in Betrieb genommenen Strecke nach Seckach und mit der 1912 eröffneten Bahnstrecke Miltenberg West–Wertheim, die mit einer neuen Eisenbahnbrücke über den Main angeschlossen wurde. Nach Aschaffenburg gibt es tagsüber halb-stündliche Verbindungen. 1977 legte die Deutsche Bundesbahn den stadtnahen Kopfbahnhof (Miltenberg Hauptbahnhof) still und ersetzte ihn durch den nördlich des Mains gelegenen vom schon bestehenden Haltepunkt zum Bahnhof Miltenberg aufgewerteten Durchgangsbahnhof. Ein weiterer Haltepunkt befindet sich im Gemeindeteil Breitendiel.
Der öffentliche Nahverkehr ist in der Verkehrsgemeinschaft am Bayerischen Untermain (VAB) organisiert.
Buslinien in die Stadt und die umliegenden Ortschaften verkehren ab Miltenberg Bahnhof.
Die Linie 977 verbindet Miltenberg direkt mit dem 70 km entfernten Würzburg.
Seit 1900 überspannt eine Straßenbrücke den Main und verbindet die Altstadt mit Miltenberg Nord. Im Jahr 2008 wurde die seit über 25 Jahren diskutierte und geplante Ortsumgehung fertiggestellt. Diese schließt mit der Martinsbrücke eine zweite Straßenbrücke über den Main ein. Die Finanzierung des Bauprojektes in Höhe von 55 Millionen Euro erfolgte erstmals in Bayern über das sogenannte Public-Private-Partnership-Modell.
Durch das Stadtgebiet führen die Bundesstraße 469 sowie die Staatsstraßen 2309 und 2310.
Im etwa drei Kilometer entfernten Gemeindeteil Mainbullau liegt ein Verkehrs- und Sportflugplatz.
Der nächstgelegene internationale Flughafen Frankfurt Main ist 78 km entfernt und in ca. 50 Minuten zu erreichen.

### Radwanderwege

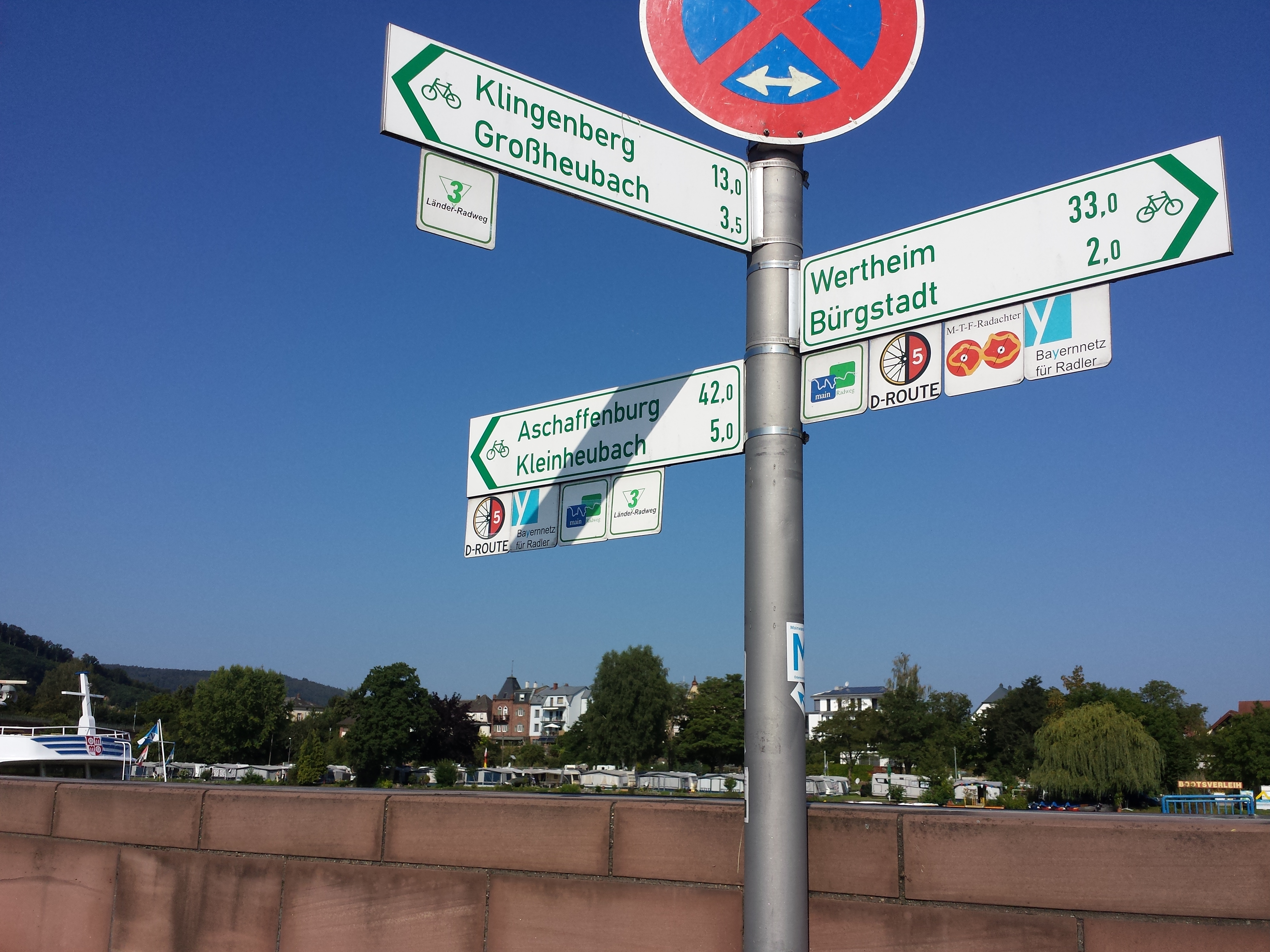
Hinweisschilder an einer Rad- und Wanderwegekreuzung in Miltenberg

Durch das Stadtgebiet führen folgende Radwanderwege.

Entlang der Mud, durch den Stadtteil Breitendiel:
- Der 225 km lange 3-Länder-Radweg führt als Rundweg durch das Dreiländereck von Hessen, Baden-Württemberg und Bayern. Entlang von Mümling, Neckar und Main erkundet die Route den Odenwald.
- Der Deutsche Limes-Radweg führt von Bad Hönningen durch Westerwald, Taunus und Odenwald zum 818 Kilometer entfernten Regensburg und orientiert sich dabei am historischen  Verlauf des Obergermanisch-Raetischen Limes.

Entlang des Mains:
- Der Main-Radweg führt von den beiden Quellen des Mains entlang des Flusses bis zu dessen Mündung in den Rhein bei Mainz. Er hat eine Gesamtlänge von etwa 600 Kilometern.
- Der Main-Tauber-Fränkische Rad-Achter
- Die D-Route D5 (Saar-Mosel-Main). Sie führt über 1021 Kilometer von Saarbrücken über Trier, Koblenz, Mainz, Frankfurt am Main, Würzburg und Bayreuth bis zur tschechischen Grenze.

### Wanderwege
Der etwa 180 km lange Jakobsweg Main-Taubertal beginnt in Miltenberg. Durch das Schnatterloch, die Altstadt und entlang des Mains verläuft der Nibelungensteig, ein 130 Kilometer langer, mit dem Gütesiegel „Qualitätsweg Wanderbares Deutschland“ zertifizierter Fernwanderweg. Ebenfalls führt der 794 km lange Fränkische Marienweg durch Miltenberg. Der Limes-Wanderweg des Schwäbischen Albvereins, ein Teilabschnitt des Deutschen Limes-Wanderwegs, beginnt in Miltenberg. Bis Osterburken wird dieser Weg als Östlicher Limesweg vom Odenwaldklub betreut.
Miltenberg liegt am Fränkischen Rotwein Wanderweg, der 1990 angelegt wurde und von Großwallstadt am Main entlang über Miltenberg nach Bürgstadt führt.
Der Buntsandstein Erlebnisweg führt von Miltenberg nach Faulbach.

### Schulen
In Miltenberg sind verschiedene Schularten vertreten:
- Berufsschule Miltenberg-Obernburg
- Grundschule Miltenberg
- Mittelschule Miltenberg
- Heinrich-Ernst-Stötzner-Schule (Förderzentrum)
- Johannes-Butzbach-Gymnasium
- Johannes-Hartung-Realschule

### Brauereien
Heute existiert das Brauhaus Faust. Eine weitere Brauerei, die Kalt-Loch-Bräu, bestand bis Ende März 2010.

### Papierfabrik
Zum produzierenden Gewerbe zählt u. a. die Hygienepapierfabrik Fripa, ein Hersteller von Toilettenpapier und Papiertaschentüchern. Ein Teil der bei der Papierherstellung anfallenden Abwärme wird in ein eigens dafür errichtetes Nahwärmenetz eingespeist und versorgt das Johannes-Butzbach-Gymnasium, die Johannes-Hartung-Realschule und die H.-E.-Stötzner-Schule. Für diese umweltfreundliche Wärmeversorgung erhielten der Landkreis Miltenberg und Fripa den vom Bund Naturschutz verliehenen Klimaschutzpreises 2018.

### Energie
Die Stadt ist Sitz der EMB Energieversorgung Miltenberg-Bürgstadt GmbH & Co. KG, an der die Stadt Miltenberg und der Markt Bürgstadt beteiligt sind. Die EMB ist für die Stromversorgung in Miltenberg mit dem Stadtteil Breitendiel und der Marktgemeinde Bürgstadt zuständig. Daneben ist sie ebenfalls für die Wasserversorgung der Stadt Miltenberg mit den Stadtteilen Breitendiel und Mainbullau sowie der Marktgemeinde Bürgstadt zuständig.

### Energiesparende Elektromotoren
In Miltenberg entwickelt und produziert das 1909 gegründete Unternehmen Oswald Elektromotoren. Für deren hohen Wirkungsgrad wurden Johannes und Bernhard Oswald mit dem Deutschen Umweltpreis 2017 ausgezeichnet.

## Persönlichkeiten

### Söhne und Töchter der Stadt
- Johannes Butzbach (1477–1516), Humanist
- Johannes Hartung (1505–1579), Gräzist und Hebräist
- Christoph Wamser (1575–1649), Barockarchitekt
- Nikolaus Blöchinger (* 29. Juni 1659; † 17. September 1715 in Seligenstadt), Abt Franziscus II.[42]
- Joseph Martin Kraus (1756–1792), Komponist
- Joseph Anton Helfrich (1762–1837), Domkapitular, Diplomat auf dem Wiener Kongress
- Franz Ambros Alexander, Gründer der Musikinstrumentenfabrik Gebr. Alexander Mainz
- Gottlieb Leo (1786–1837), Jurist, Bürgermeister von Aschaffenburg
- Philipp Madler (1799–1884), Forstbeamter und Heimatforscher
- Philipp Wirth (1808–1878), Maler
- Carl Gerster (1813–1892), Arzt und Begründer des Fränkischen Sängerbundes
- August Krug  (1815–1856), deutsch-US-amerikanischer Unternehmer und Brauer
- Valentin Blatz (1826–1894), Unternehmer, Gründer der Valentin Blatz Brewing Company in Milwaukee
- Joseph Georg von Ehrler (1833–1905), Bischof von Speyer
- Johann Jakob von Hauck (1861–1943), Erzbischof von Bamberg
- Josef Max Reichert (1865–unbekannt), Jurist, Senatspräsident am Reichsgericht und Vorsitzender des Deutschen Richterbunds
- Hermann Graml (1928–2019), Historiker und Publizist
- Bernhard Oswald (1930–2023), Unternehmer
- Erich Staudt (1941–2002), Wirtschaftswissenschaftler
- Norbert Walter (1944–2012), Ökonom, ehemaliger Chefvolkswirt der Deutschen Bank AG
- Joachim Maier (* 1945), römisch-katholischer Theologe
- Elisabeth von Dücker (1946–2020), Kunsthistorikerin
- Ernst Volland (* 1946), Künstler
- Thomas Huther (* 1956), Fotograf, Künstler und Grafiker
- Heiko Michael Hartmann (* 1957), Jurist und Schriftsteller
- Maria Bachmann (* 1964), Schauspielerin, Drehbuchautorin und Regisseurin
- Bodo Kuhn (* 1967), Leichtathlet
- Bernd Roos (* 1967), Handballspieler
- Jürgen Schwab (1967–2023), rechtsextremer Publizist
- Vince Ebert (* 1968), Kabarettist, Comedian und Physiker
- Anke Elisabeth Ballmann (* 1969), Pädagogin, Psychologin und Autorin
- Mathias Herweg (* 1971), Germanist und Professor am Karlsruher Institut für Technologie
- Nikolaus Wolf (* 1973), Wirtschaftswissenschaftler
- Philipp Weber (* 1974), Kabarettist
- Björn Hertl (* 1976), Fußballspieler
- Heiko Grimm (* 1977), Handballspieler
- Hülya Düber (* 1978), Juristin, Sozialreferentin und Politikerin
- Eva-Maria Grein von Friedl (* 1980), Schauspielerin und Musicaldarstellerin
- Isabell Polak (* 1981), Schauspielerin
- Andreas Kunz (* 1982), Handballspieler
- Dominik Klein (* 1983), Handballspieler und Weltmeister 2007
- Philipp Grimm (* 1985), Handballspieler
- Sebastian Heidinger (* 1986), Fußballspieler
- Matthias Schwarz (* 1987), Fußballspieler
- Marcel Kaupp (* 1988), Sänger und Dragkünstler
- Mario Stark (* 1992), Handballspieler
- Nikola Kostadinov (* 2009), 3-facher Landessieger des Landeswettbewerb Mathematik Bayern[43][44], Teilnehmer der Spitzenförderung[45] Mathematik Bayern[46], Preisträger der zweiten Runde[47] des Bundeswettbewerb Mathematik

### Persönlichkeiten, die mit der Stadt in Verbindung stehen
- Matthias von Buchegg (?–1328), Erzbischof von Mainz und Reichserzkanzler des Heiligen Römischen Reiches Deutscher Nation
- Johann Draconites auch Johannes Drach oder Trach(e) (≈1494–1566), Theologe und Reformator; 1522–23 Pfarrer in Miltenberg
- Die Bildhauerfamilie Juncker (Ende 16. bis Ende 17. Jahrhundert)
- Johann Martin Schmidt (1700–1763), Baumeister des Barock und Rokoko
- Johann Robert von Capitain (1824–1881), kaiserl. türkischer Major, Besitzer des „Weißen Schlösschens“ auf dem Grauberg
- Wilhelm Conrady (1829–1903), provinzialrömischer Archäologe
- Rudolf Hirth du Frênes (1846–1916), Maler
- Ludwig Hofmann (1862–1933), Architekt der ev. Kirche 1895–1897, der ev. Schule ca. 1900, der Synagoge 1903–1904 und der Villa des Kommerzienrates Gustav Jacob
- Jakob Fischer-Rhein (1888–1976), Maler
- Petrus Karl Mangold (1889–1942), Franziskaner, 1920–31 Seelsorger und Volksmissionar im Kloster Miltenberg
- Werner Beierwaltes (1931–2019), Philosophieprofessor
- Anton Schlembach (1932–2020), Bischof von Speyer
- Ulrich Boom (* 1947), seit dem 6. Dezember 2008 Weihbischof in Würzburg (2000–2008 Pfarrer in St. Jakobus, Miltenberg)

## Kurioses

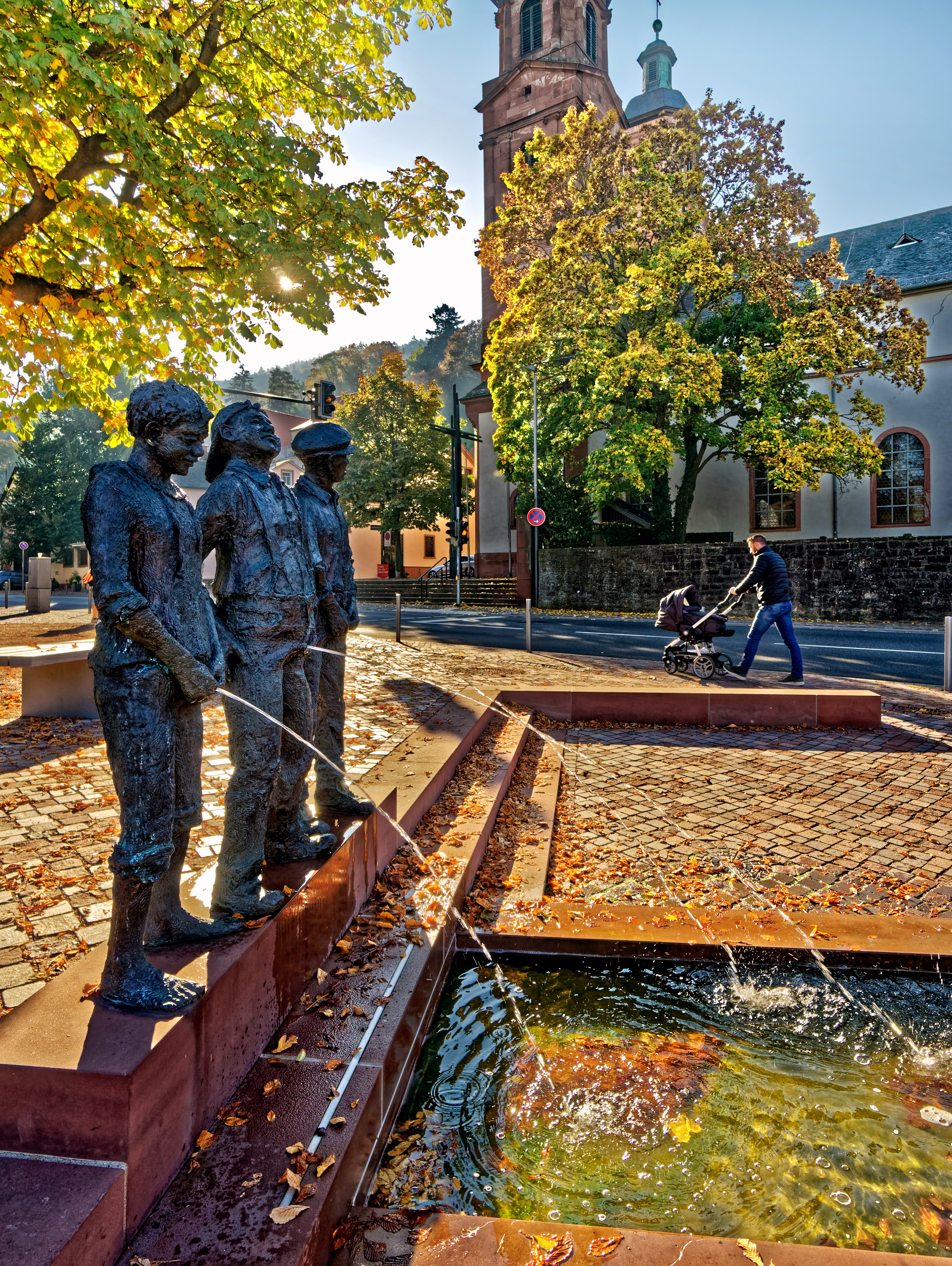
Drei junge Staffelbrünnler brunsen von der Staffel in den Staffelbrunserbrunnen

Neben dem bekannteren alten Brunnen am „Schnatterloch“ (wie der Marktplatz umgangssprachlich auch genannt wird) gibt es noch den „Staffelbrunnen“, zu dem ein paar Stufen (süddeutsch: Staffel) hinabführen. Die Miltenberger benutzten in vergangener Zeit dieses Fließgewässer und wurden deshalb ganz städtisch-vornehm „Staffelbrünnler“ genannt. Der Volksmund nannte sie aber „Staffelbrunser“; allerdings mit s und nicht mit z.
Dem Spottnamen Staffelbrunser wurde ein Zierbrunnen gewidmet: der Staffelbrunserbrunnen. Als Brunnenfiguren sind drei Knaben dargestellt, die in ein Wasserbecken brunsen (urinieren). Staffelbrunnen und Staffelbrunserbrunnen sind nicht identisch und befinden sich an verschiedenen Orten.

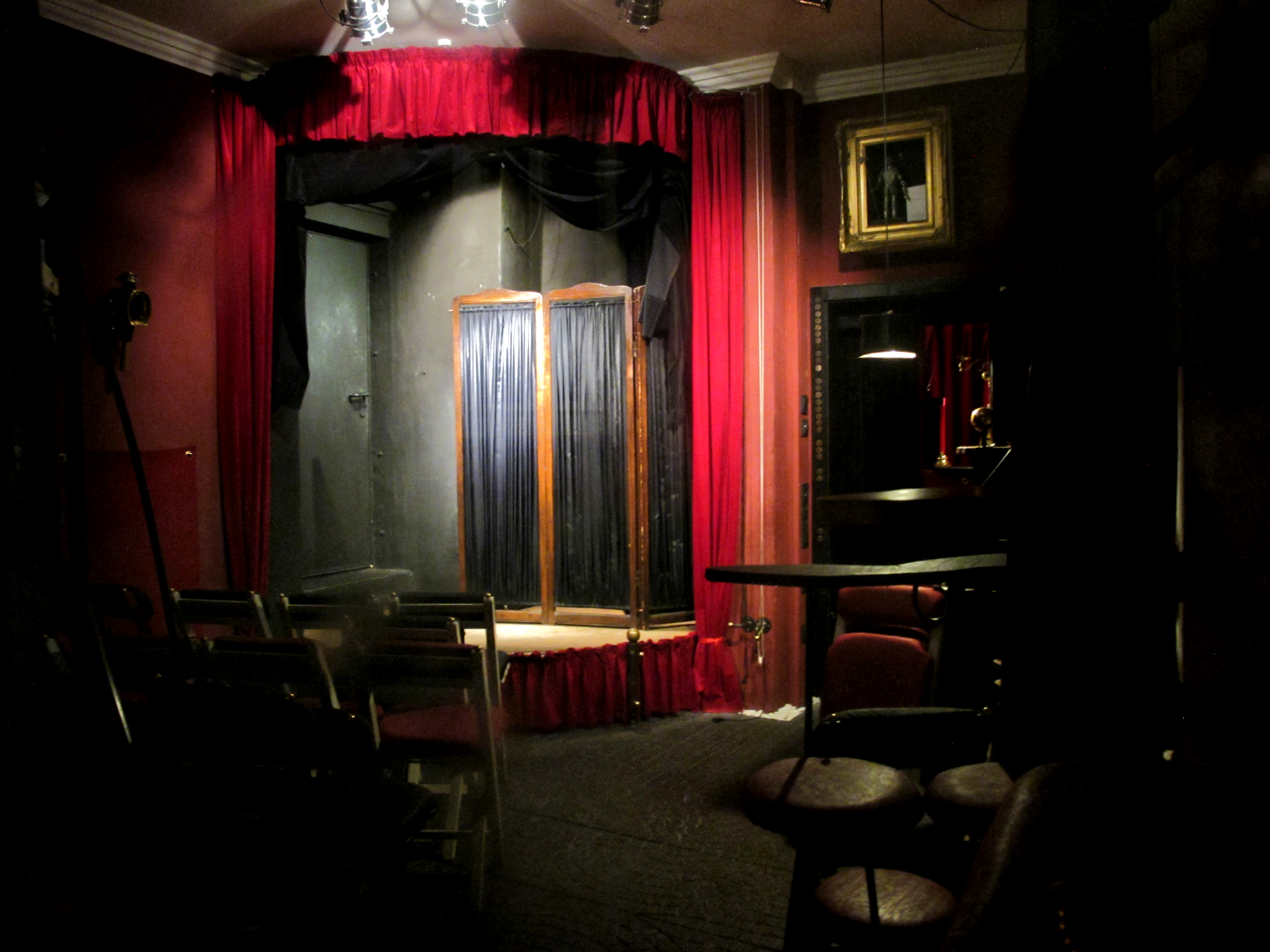
Theater Lilli Chapeau (2018)

Lilli Chapeau und Clemens Bauer führten von 2004 bis 2020 in Miltenberg (ohne Angestellte) das kleinste professionell geführte Theater der Welt. Es maß 20 m² und bot dem Publikum 27 Plätze.
Im Jahr 2006 fand in Miltenberg auf dem Marktplatz in unmittelbarer Nähe zur katholischen Stadtpfarrkirche St. Jakobus eine Demonstration einer NPD-Jugendorganisation statt. Der damalige Pfarrer Ulrich Boom (später Weihbischof von Würzburg) ließ aus Protest die Glocken 20 Minuten lang läuten. Das zweitschwerste Glockengeläut im Bistum Würzburg war dabei so laut, dass die Kundgebung nach kurzer Zeit aufgegeben werden musste. Die Aktion, für die Boom mit dem Aschaffenburger Mutig-Preis ausgezeichnet wurde, erlangte bundesweit mediale Aufmerksamkeit.

## Filmkulisse

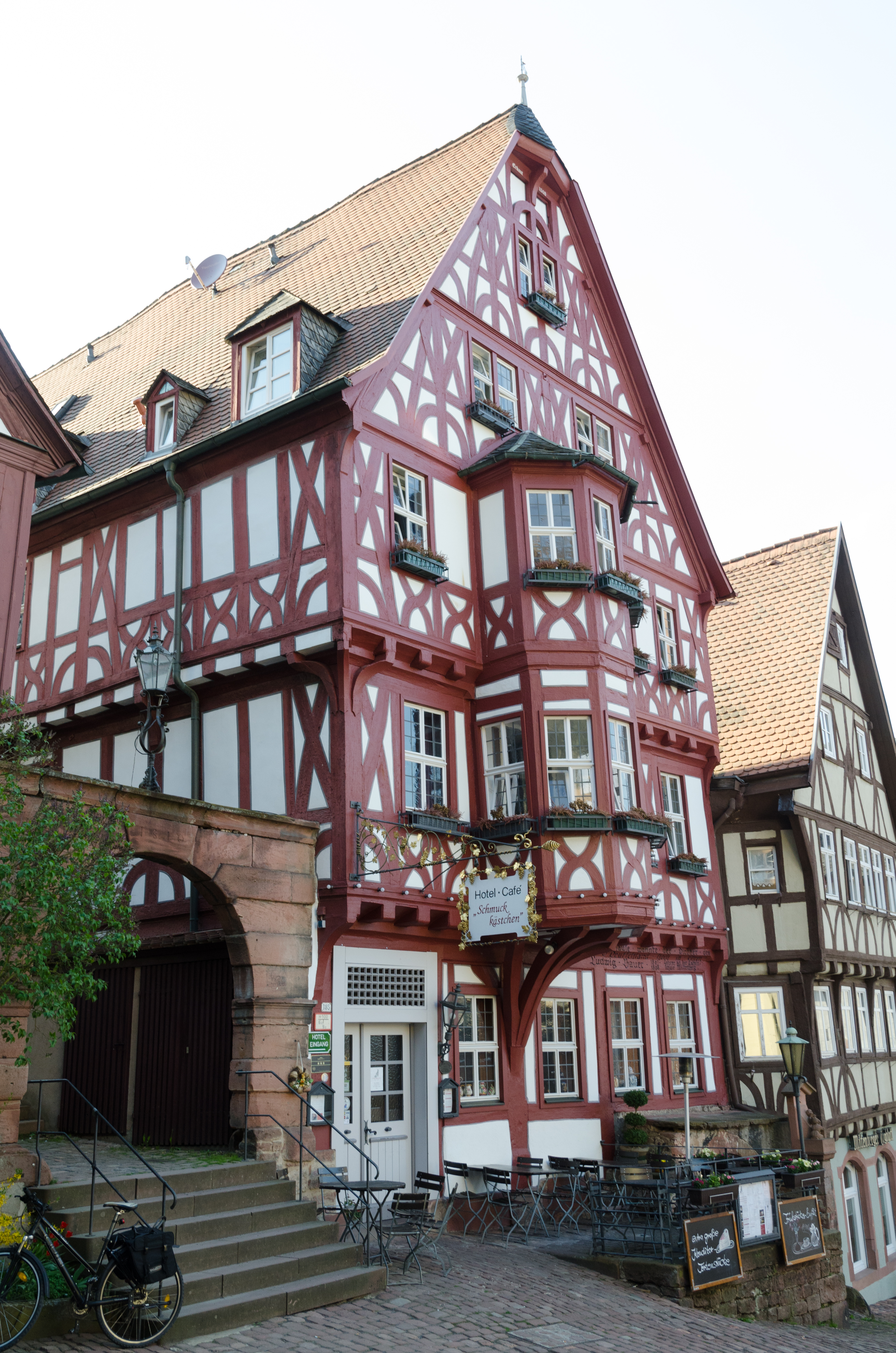
Das Haus Hauptstraße 185 diente in dem Film Ännchen von Tharau als „Wirtshaus zum goldenen Anker“

In der Stadt wurden mehrere Spielfilme gedreht. 1934 entstanden einige Außenaufnahmen für die Gottfried-Keller-Verfilmung Regine in Miltenberg. In dem 1954 von Wolfgang Schleif inszenierten Heimatfilm Ännchen von Tharau ist u. a. der Marktplatz zu sehen. Das Haus Hauptstraße 185 diente dabei als „Gasthaus zum goldenen Anker“. Die Eingangssequenzen von Das Wirtshaus im Spessart und Das Spukschloss im Spessart entstanden ebenfalls auf dem Marktplatz. In Letzterem war auch die alte Brücke über die Mud mit der Laurentiuskapelle zu sehen. 